# アフリカ文学
アフリカ文学（アフリカぶんがく）は、文学におけるカテゴリーの一つで、アフリカ発祥の文学を指す。アフリカには56の国・地域と2000以上ともいわれる言語があり、各地の民族語に加えてアラビア語、英語、フランス語、ポルトガル語などで作品が発表されている。口伝による口承文芸から、出版物として世界的に読まれる作品まで存在する。
歴史的には、古代エジプトからの文学作品があり、イスラームの伝播にともないアラビア語の文学が書かれるようになった。19世紀にはヨーロッパ諸国による植民地化が進み、宗主国からヨーロッパ諸語が流入した。20世紀初頭から国を超えて黒人が協力する運動が始まり、1930年代のネグリチュード運動を経て、1950年代には植民地主義への対抗や伝統的文化の価値が描かれた。独立が相次いだ1960年代には独立以降の問題が書かれ、1970年代には社会批判とともに詩や演劇の現代化が進み、民族語による創作も始まった。1980年代には新植民地主義への対抗や、南アフリカにおけるアパルトヘイトへの抵抗が続き、他方でアフリカを離れた人々の視点が増えていった。1990年代には民族主義とは異なる価値観を持つ作家が輩出され、社会の急激な変化を注視しつつ創作を続けている。
出版においては、アフリカ人作家の作品の多くがヨーロッパ諸語で書かれて欧米の読者を主な市場としている。どの言語で作品を書くかというテーマは議論が続いており、アフリカの民族語で書くことを推進する活動も行われている。1940年代以降から、アフリカ人による出版社や、アフリカ文学に関する文学賞、作家会議が始まった。近年ではネットワークやブックフェスティバルが盛んになっている。

## 定義
アフリカ文学は言語・民族・地理などの境界によって定義することが困難とされる。母語となる言語が多数あり、地域による文化の特徴が多様であり、国外での生活が常態化しているためである。国際的な文学賞におけるアフリカ人作家の定義は、本人がアフリカ生まれであること、アフリカの国籍を有すること、両親のどちらかがアフリカの国籍を有することのいずれかとなっている。
アフリカ文学の研究者の間では、どの地域をアフリカ文学に含めるかで意見の相違がある。サハラ砂漠以南のアフリカはサブサハラと呼ばれ、黒人の住民が多いためにブラックアフリカとも呼ばれる。他方で地中海に面している北部アフリカは、アルジェリア・チュニジア・モロッコ等を合わせてマグリブとも呼ばれる。マグリブとは「日の没する処」という意味のアラビア語に由来し、中東世界を基準とする地域名であるため、北部アフリカをアフリカ文学に含めない研究者もいる。他方で、あえて自身について「アフリカ人作家とこそ名乗らなければならない」と主張したアルジェリアのカテブ・ヤシーンのような作家もいる。
アフリカ出身の作家は、さまざまな事情により国外で暮らす者が多い（後述）。そのため出身地だけをアイデンティティの特定に使うのは適切ではないともいわれる。たとえばアフリカ人初のノーベル文学賞受賞者のウォーレ・ショインカは、政府の弾圧を逃れてナイジェリアを去り、アメリカ等で生活しながら世界各地の大学で講義を行なったのちに故郷のアベオクタに帰ったという経歴を持つ。こうした状況は、アフリカ文学の担い手とは誰なのかという問いをもたらしている。
アフリカ文学史の全体をまとめた研究書として、Oyekan Owomoyela編『A History of Twentieth-century African Literatures』（1993年）がある。1章から5章が英語圏アフリカ文学、6章から8章がフランス語圏アフリカ文学、9章がポルトガル語圏アフリカ文学、10章がアフリカ諸語文学、11章が女性作家、12章が言語の問題、13章がアフリカの出版という構成になっている。アフリカ民族の諸語については、アルベール・ジェラール『アフリカ語の文学』（1985年）、B・W・アンドルゼウスキー他編『アフリカ諸語文学』（1985年）などがある。世界規模のアフリカ文学研究専門誌としては、『Research in African Literatures』がある。

## 歴史
エジプトには古代エジプト文学の作品が残されており、文学という言葉は全ての書字を含む場合がある。それらの作品はオストラカ、パピルス、石碑などに記されている。古代エジプトには知恵文学という分野があり、内容は教訓的なセバイトと、厭世的な論説に分かれる。最古のセバイトは紀元前2550年頃のハルジェデフの作品とされる。中王国時代から物語が書かれるようになり、中でも『シヌヘの物語』が知られている。新王国時代にはジャンルが増えて新エジプト語で書かれた。プトレマイオス朝ではデモティックで書かれており、最も知られているのは英雄的な冒険譚である。3世紀から4世紀に誕生したコプト文字や、紀元前数世紀頃にアラビア半島からアビシニアへ移住した人々が使ったゲエズ文字による聖書の翻訳や宗教詩的、年代記的な文献がある。ファラオの時代の古代エジプトは、のちに20世紀のエジプト文学で盛んに題材とされた（後述の北部アフリカを参照）。

### 7世紀 - 15世紀
7世紀以降にイスラームがアフリカへ広まるにつれてアラビア語の話者が増えた。9世紀頃からイスラーム王朝による奴隷貿易が行われ、当時のアラビア語文献による差別的な黒人観は後世にも影響を与えた（後述）。各地の言語がアラビア文字によって文字化され、イスラーム文学が書かれた。これらの作品の多くは韻文で、イスラーム教徒としての生き方を説いている。アラビア語文学には、歴史・物語・学問の散文を詩にまとめる教育的韻文と呼ばれる分野があり、この韻文化はアッバース朝の前期に始まり、北部アフリカへ伝わった。文字を使わない地域では、出来事や王の系譜が口頭伝承によって伝えられた。

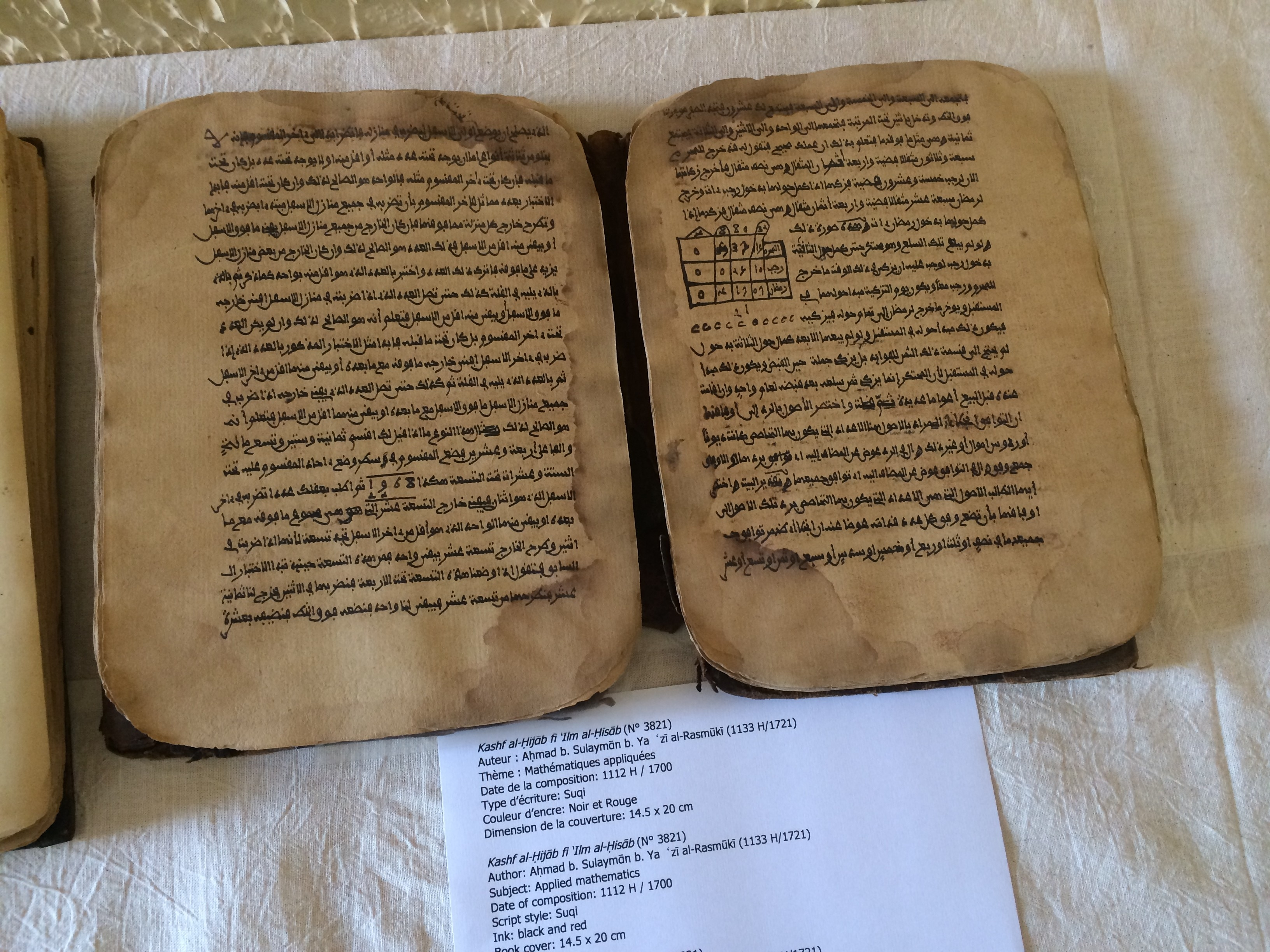
トンブクトゥ写本

東部アフリカではアッバース朝の時代からイスラーム化が進んだ。13世紀頃にはイスラームを信仰するスワヒリ語の話者としてスワヒリ人がいた。伝承によれば、ペルシアのシーラーズから王侯が訪れて沿岸各地に移住したといわれている。こうした伝承はのちに集められて『キルワ年代記』となった。
西部アフリカではサハラ交易の拠点だったトンブクトゥが学問の街としても栄え、13世紀から書物が収集され、数十万部ともいわれるアラビア語写本が作られた。これらはトンブクトゥ写本と呼ばれ、法学、医学、数学、文学などについて書かれている。モロッコ出身の旅行家イブン・バットゥータは14世紀前半にアフリカやアジアを旅行し、『大旅行記』を口述した。マンデ人の最大の口承作品は『スンジャタ叙事詩』で、14世紀に栄えたマリ帝国と国王スンジャタ・ケイタの生涯を語りと歌で伝えている。

### 16世紀 - 18世紀
16世紀からヨーロッパ諸国による大西洋奴隷貿易が急増し、1200万人ともいわれる人々が連れ去られた。奴隷貿易によるアフリカ人とヨーロッパ人の接触によって、アフリカ人がヨーロッパ由来の言語で作品を書くようになった。
南部アフリカでは、17世紀にオランダ東インド会社による植民が始まり、アフリカ人の他にアジアからも奴隷を輸入して労働力とした。ケープタウンの人口は増えたが、18世紀末に東インド会社は破産して19世紀にイギリス領のケープ植民地が成立する。この時期を舞台にした作品が、のちにオランダ系白人を中心とするアフリカーナーの作家によって多数書かれることになった（後述）。
17世紀頃にスワヒリ語がアラビア文字で筆記できるようになり、説教詩、英雄や預言者の生涯、戦争などをテーマした叙事詩が書かれた。東部アフリカにおける最古の記録は『タブクの戦いの書』（1728年）で、アラビア文字の写本が残っている。古典的なスワヒリ語詩の登場人物は女性が中心で、作者や聴き手にも女性が多かった。アラビア語による韻文化は、北部アフリカをへて17世紀には西部アフリカまで伝わった。

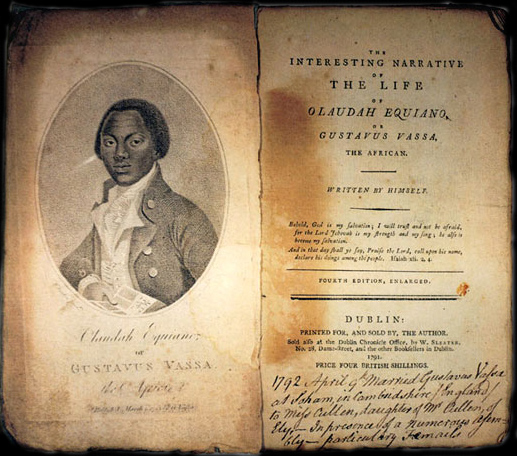
オラウダ・イクイアーノの『アフリカ人、イクイアーノの生涯の興味深い物語』

アフリカ人がヨーロッパの言語で書いた最初期の作品として、オラウダ・イクイアーノの体験記『アフリカ人、イクイアーノの生涯の興味深い物語』（1789年）がある。イクイアーノは別名グスタブス・バサといい、故郷のベニン王国で誘拐されて奴隷として売られた。解放された後は奴隷制度廃止運動に参加し、前述の『興味深い物語』を英語で発表した。こうした作品は奴隷体験記と呼ばれる。

### 19世紀
19世紀初頭には奴隷貿易の廃止が進み、奴隷制度も19世紀前半に廃止が進んだ。しかし、ヨーロッパ諸国は奴隷貿易に替わってアフリカの植民地化を進め、アフリカを原料供給地や製品市場とみなして占領、統治した。宗主国の言語がアフリカで公用語に定められ、植民地の行政や教育で宗主国の言語が強制され、アフリカ文学の創作でこれらの言語が使われる原因となった。
アフリカ各地でキリスト教の布教が行われ、それにともない聖書がアフリカの言語に翻訳され、布教のための辞書や文法書、教科書も作られた。文字のなかった地域では、宣教師が布教目的でアルファベット形式の文字を作った。文字になった民族語は現実の言語とのずれがあったものの、言語の定着へとつながった。最初のヨルバ語作家といわれるサミュエル・クラウザーは、奴隷船から救い出されてイギリスで学び、アフリカへ戻って布教を行った人物で、ヨルバ語の辞典も編纂した。
ヨーロッパ人の進出にともない、口承文芸が外部の者によって文字に記録されるようになった。19世紀中頃からドイツの言語学者ヴィルヘルム・ブリァクはサン人の言語と物語を記録した。イギリスの宣教師エドワード・スティアは収集した話をもとに『スワヒリの昔話』（1870年）を発表した。ハウサ人の『カノ年代記』は、口頭伝承の内容が19世紀に北アフリカからの外来者によってアラビア文字に記録されたと推測される。マダガスカルではマダガスカル語、クレオール語、コモロ語の口承文芸があったが、フランスの植民地化によってフランス語の大衆文学が読まれた。マダガスカル語文学の作家の国外追放や、フランス語雑誌の普及も影響し、フランス語文学が主流となった。
西部アフリカでの最初期のフランス語の記録として、セネガルの探検家のレオポル・パネによる1850年の記録や、神父のダヴィッド・ボワラの『セネガル素描』（1853年）がある。パネとボワラはともに混血だった。
南部アフリカでは、1820年代にスコットランドの詩人トマス・プリングルがケープ植民地を訪れ、アフリカーナーによって奴隷状態で使役されている先住民族を憂い、自然の中で暮らす先住民族を詩で讃えた。プリングルは言論の自由や英語文学の発展に貢献し、帰国後は奴隷廃止運動に参加した。最初期の英語小説であるオリーブ・シュライナーの『アフリカ農場物語』（1883年）は、白人女性の立場からケープ植民地での生活や、人種、宗教、女性の労働や女性参政権について書いている。ラテン文字によって書かれたコーサ語によるキリスト教文学も存在した。
東部アフリカではスワヒリ詩がアラビア文字で表現された。『ムワナ・クポナの娘』（1858年）はイスラームの教訓詩で、スワヒリ語圏で最も広範に知られている古典作品に属する。この詩の作者ムワナ・クポナは19世紀のスワヒリ人の詩人で、人生について娘に教え諭す内容になっている。東部アフリカは19世紀にオマーン帝国の侵攻を受けた影響で、人々を団結させる詩が作られるようになった。それまでイスラームの知識人が書き宗教的な内容が中心だったスワヒリ詩が、庶民も創作し身近な題材を書くようになった。この時代の詩人にムヤカ・ビン・ハジ（Muyaka bin Haji al-Ghassaniy）がおり、スワヒリ詩を「モスクから市場へ持ち出した」と評価されている。
北部アフリカでは、マグレブと呼ばれるモロッコ、アルジェリア、チュニジアをフランスが植民地化した。1830年代から植民地化が進んだアルジェリアはコロンと呼ばれる入植者が増え、フランス語をもとにして独自の創作が始まった。元来の民族語に加えて、各地からやって来た移民の言語も混じり、マグレブには混淆文化が生まれた。アルジェリア初の流行作家ミュゼット（Musette）は、パタウェットやサビールと呼ばれる混成語を駆使してアルジェリア文学を開拓した。

### 1900年代 - 1920年代
宗主国や言語を超えて植民地のアフリカ人が協力する運動が始まった。中でもパンアフリカニズムは作家も参加し、のちの植民地解放にも影響を与える運動となる。アメリカ合衆国で人種分離政策が進められると、アフリカ系アメリカ人の作家にはヨーロッパへ亡命する者がいて、特にフランスへの亡命者が多かった。フランスにはアフリカの植民地から移り住んだ者も多く、パリでは黒人作家の交流が行われた。第一次世界大戦では植民地のアフリカ人も動員され、負担に対する権利意識が強まった。また、大戦後のパリ講和会議（1919年）で提唱された民族自決の原則を、植民地にも適用するように求める運動が始まった。
植民地には宗主国の作品も流入した。19世紀末から20世紀初頭のケープ植民地では同化政策が進められ、シェイクスピアの作品はアフリカ人が教養を示す証としても用いられた。しかし原住民土地法 (1913年)をはじめとして黒人の権利の剥奪が進み、ツワナ人の作家・ジャーナリストであるソル・プラーキは法律の撤回運動に参加した。プラーキは『ヴェニスの商人』や『リア王』を引用しつつ、イギリス政府を批判した。
記録にある最初期のアフリカ人女性小説家として、リリス・カカザ（Lilith Kakaza）がいる。カカザは1913年か1914年頃にコーサ語で中編と長編の小説を書いた。ルネ・マランのフランス語小説『バトゥアラ』（1921年）は、「真のニグロ小説」と副題がついており論議を呼んだ。マランはフランス領ウバンギ・シャリで植民地行政研修官をしており、『バトゥアラ』は植民地制度に対する風刺を含んでいるが、制度自体への問題提起ではなかった。
北部アフリカのフランス領アルジェリアでは、植民者コロンの文学はアラビア語文学よりも盛んになった。コロンの2世代目にあたる作家のロベール・ランドーやルイ・ベルトランらは、アルジェリアニスムと呼ぶ文学運動を起こした。アルジェリアニスムの参加者は、移民の混淆文化によってフランスとは異なるアルジェリア独自の文学が誕生したと宣言し、その後の世代の作家はアルジェ派とも呼ばれた。チュニジアではユダヤ人作家を中心にフランス語文学が書かれるようになった。1919年のエジプト革命から独立が進んだ影響でナショナリズムが高まり、エジプト固有の歴史への注目が集まった。1920年代以降は古代エジプトのファラオの時代を舞台にした歴史小説が書かれた。
東部アフリカはドイツとイギリスに植民地化され、スワヒリ語の詩はアラビア文字からラテン文字に移行した。海岸地方の文化だったスワヒリ語の作品が内陸地方でも読まれるようになった。

### 1930年代
植民地ではアフリカ人の政治活動は禁止されており、反植民地の意図がある出版物は発禁となった。宗主国から植民地への持ち込みが禁止される出版物もあった。そのような状況下で、フランス語圏の黒人を中心としてネグリチュード運動が起きた。アフリカ、フランス、カリブ海、アメリカ合衆国などの黒人たちが、出身地域を越えて黒人思想の解放を目指す運動だった。
ネグリチュードの先駆けとして、1931年に創刊された雑誌『黒人世界評論』がある。発行者はポーレット・ナルダルとジャンヌ・ナルダル姉妹で、全ての評論・エッセイがフランス語と英語の2言語で表記され、政治を含まない議論の場を提供し、黒人文化を「ネーグル」の文化と表現した。黒人としての意識を共有したナルダル姉妹の活動は、ネグリチュードの誕生に影響を与えた。
ネグリチュードを主導したマルチニークのエメ・セゼール、セネガルのレオポール・セダール・サンゴール、ギアナのレオン＝ゴントラン・ダマスらはフランスに留学していた詩人で、当初は詩の流派として表現された。ダマスは『色素』（1937年）、セゼールは『帰郷ノート』（1939年）を発表し、『帰郷ノート』ではじめてネグリチュードという言葉が現れた。サンゴールはフランスの高等教育を身につけた開化民（エヴォリュエ）と呼ばれるアフリカ人だったが、自らが受けたフランスへの同化教育を否定してアフリカ文化を称揚した。
南部アフリカでは、1930年に黒人による最初の英語小説として、ソル・プラーキの『ムーディ』やズールー人のR・R・R・ドローモの『あるアフリカ人の悲劇』が出版された。ソト人のトーマス・モフォロはソト語で『チャカ』（1931年）を発表した。プラーキやモフォロは宣教師会の学校で教育を受けており、その作品は口承文芸の伝統にもとづきながらキリスト教倫理を含んでいた。1930年代には黒人による演劇運動も起き、バンツー人演劇協会（1932年）を先駆けとして各演劇団体が設立された。
北部アフリカでは、独立後の1920年代のエジプトで流行した古代エジプトテーマの作品が急減した。エジプトの詩においては、アーンミーヤの作品が増えた。アラビア語には学習によって身につける共通語としてのフスハーと、地域固有のアーンミーヤがあり、それまで使われていたフスハーに代わってアーンミーヤで創作が行われた。アーンミーヤの詩は1919年のエジプト革命の時期に反英闘争の手段として使われたことをきっかけに増え続け、バイラム・アル＝チュニシーはアーンミーヤ詩人としてのちの作家に影響を与えた。

### 1940年代
第二次世界大戦が始まると、植民地におけるアフリカ人の政治活動や出版制限はさらに厳しくなり、宗主国の軍隊にアフリカ人が動員された。イギリスやフランスなどの宗主国は弱体化し、連合国では戦争遂行のためにアフリカ人の権利拡大などの譲歩を約束した。大戦後の冷戦によって、ソビエト連邦とアメリカが自陣営拡大のために植民地解放を後押ししたことも影響し、独立運動が活発になった。
1947年にはセネガルのアリウン・ジョップがフランスで雑誌『プレザンス・アフリケーヌ』（PA誌）を創刊した。PA誌にはセゼール、サンゴール、ダマスらが寄稿し、後援会には白人も参加した。同誌の重要作家だった詩人のダヴィッド・ジョップはセネガル人を父、カメルーン人を母としてフランスに生まれ、植民地主義を激しく批判する詩を発表した。サンゴールは『影の歌』（1945年）を発表したほか、『フランス語表現ニグロ・マダガスカル新詞華集』（1948年）を編纂した。この詩集によって、フランス語で創作をするアフリカの詩人が知られるようになった。
南部アフリカでは、鉱山で急速に発展したヨハネスブルグに黒人労働者が集まり、都市の黒人についての作品が登場した。R・R・R・ドローモはヨハネスブルグを舞台に短編小説を開拓した。ヨハネスブルグ出身のピーター・エイブラハムズは『坑夫』（1946年）で金鉱山の黒人の世界を描いた。モザンビークのジョゼ・クラヴェイリーニャやアンゴラのアントーニオ・ジャシントは、南アフリカの鉱山へ働きに行く者たちの運命や別れを詩にうたった。南アフリカ連邦（のちの南アフリカ共和国）では1948年にアパルトヘイト（人種隔離政策）が始まり、検閲や投獄によって作家や文学に影響を与えた（後述）。
北部アフリカでは、ナギーブ・マフフーズがカイロの下町を舞台とした小説を精力的に発表した。マフフーズの作風には、1919年のエジプト革命が影響を及ぼしている。人々が宗教を越えて協力した19年革命は、ナショナリズムとリベラリズムを核にしていた。マフフーズはその点を意識しつつ、エジプト人のアイデンティティをめぐって創作を続けた。
東部アフリカでは、1948年にイギリス領東アフリカで東アフリカ文学局が設立されてスワヒリ語の育成を行った。近代スワヒリ文学の祖といわれる詩人のシャアバン・ビン・ロバートは、東アフリカ文学局につとめた植民地官吏でもあった。一貫してスワヒリ語で創作をしたシャアバンの姿勢は、後の世代の作家に影響を与えた。

### 1950年代

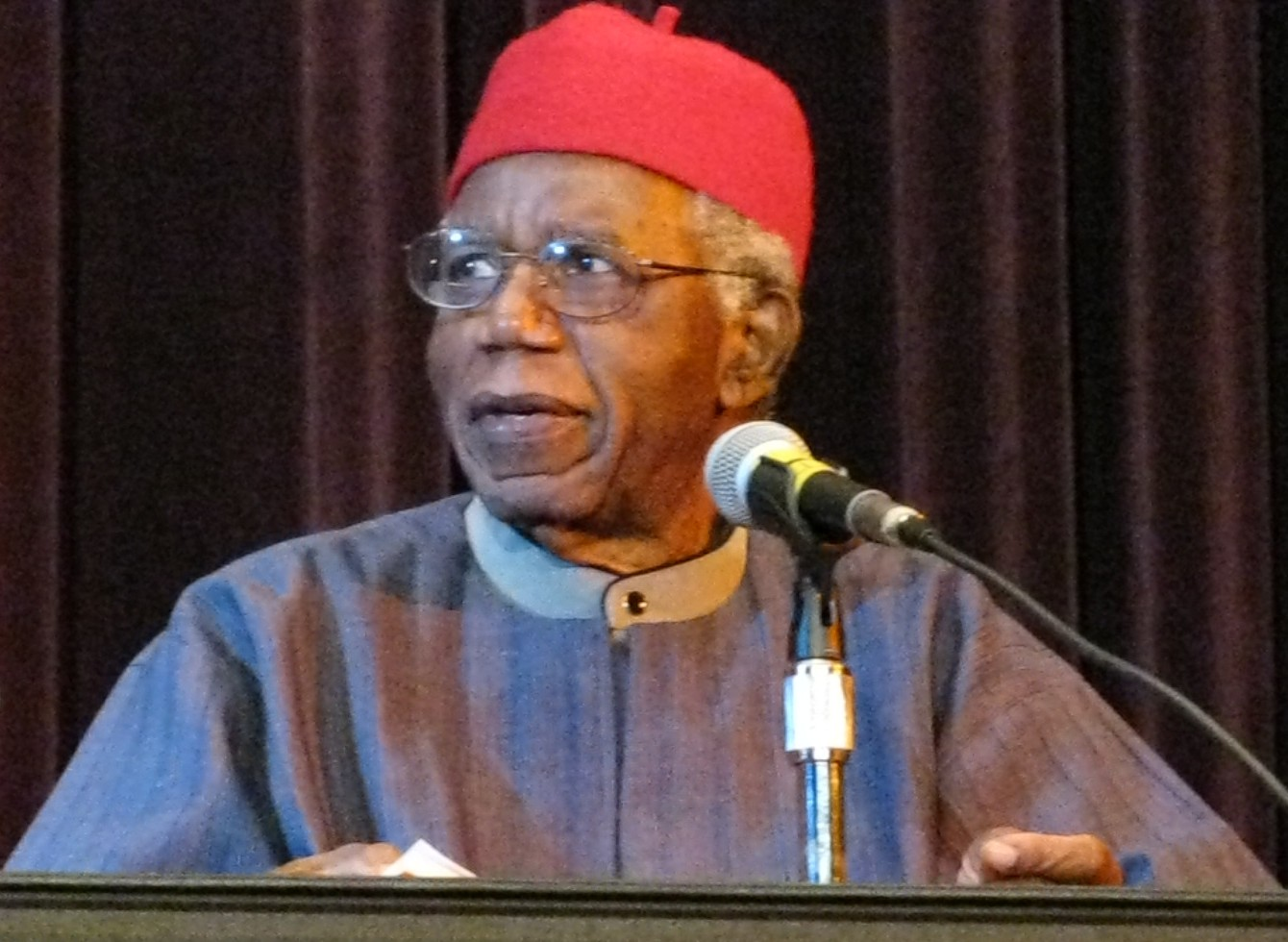
『崩れゆく絆』（1958年）の著者、チヌア・アチェベ

1950年代以降、アフリカでは脱植民地化と独立が相次いだ。この時期には、植民地支配のさまざまな面を非難するとともに、伝統に注目する作品が多数書かれた。カメルーンのモンゴ・ベティは「ブラック・アフリカ、薔薇色の文学」という論文を発表し、アフリカの作家に対して植民地政府に対するアンガージュマンを呼びかけた。また、旧宗主国の言語ではなくアフリカの言語を使って創作をするという運動が1950年代から始まった。
北部アフリカでは、1950年代前半から独立が進んだ。フランス語マグレブ作家が活発になり、アルジェリアではムールード・フェラウンの『貧者の息子』（1950年）をきっかけとして、ムハンマド・ディブやカテブ・ヤシーンらが続いた。1954年には解放闘争であるアルジェリア戦争が始まり、この時期に作品を発表した作家たちは54年世代とも呼ばれた。ヤシーンは、マダガスカル蜂起を主題とした「さまよえる民」（1950年）という詩でマダガスカル人に連帯を表明し、アルジェリア戦争中には小説『ネジュマ』（1954年）を発表した。
西部アフリカでは、コートジボワールのベルナール・ダディエが反植民地運動で投獄されたのちに詩集『アフリカよ立ち上がれ！』（1950年）を発表し、当地のフランス語の小説や演劇におけるパイオニアとなった。ダディエは小説『クランビエ』（1956年）でフランス語がもたらす文化変容の問題を扱った。カメルーンのフェルディナン・オヨノは、『ハウスボーイ』（1956年）で白人に仕える少年が支配者に疑問を抱く変化を描き、『老いぼれニグロとメダル』（1956年）ではアフリカ人がフランス軍の兵士として動員される不条理を明らかにした。ナイジェリアのチヌア・アチェベは『崩れゆく絆』（1958年）でイボ人の伝統的社会が植民地支配で崩壊する様子を描き、世界的に注目されて40以上の言語に翻訳された。
南部アフリカでは、南アフリカ連邦の都市部で人種の分断が進み、黒人居住区について書かれるようになった。1950年には黒人文芸誌『ドラム』が創刊されて作家デビューの場となった。

### 1960年代

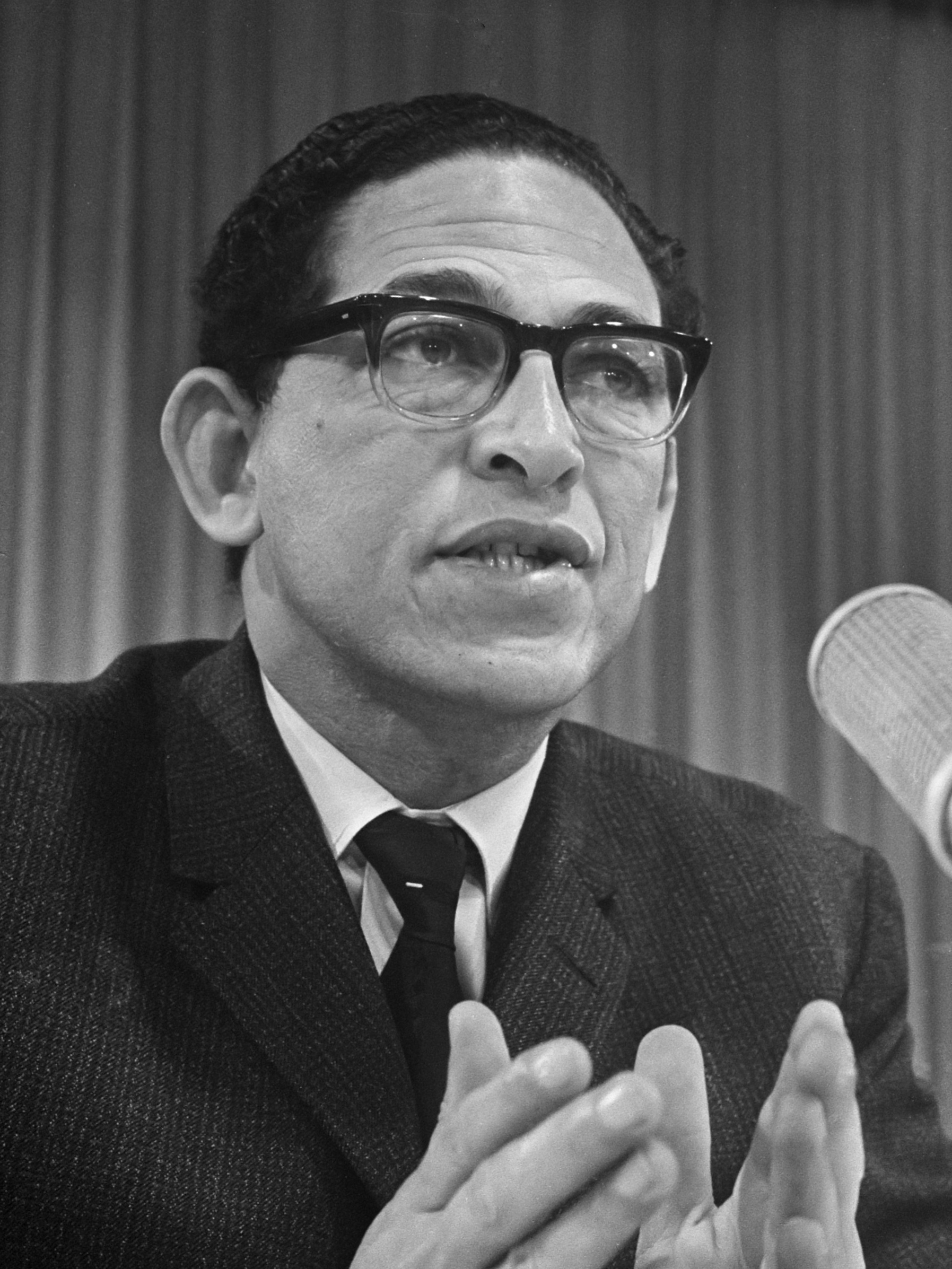
南アフリカ共和国の成立によって多くの作家が亡命をした。その1人であるデニス・ブルータス。

「アフリカの年」と呼ばれる1960年には17カ国が独立し、サブサハラのフランス領は全て独立国となった。イギリス領は地域によって時期や形態が異なり、最も遅かったのはポルトガル領だった。ベルギー領の独立をめぐってコンゴ動乱が起き、アフリカ全体で団結して独立することの困難さが明らかとなった。この時期には作家の方法論が大きく分かれていった。1つは文学の役割を植民地支配からの解放とする方法があり、もう1つは自分の芸術に応じてテーマを決める方法だった。方法論をめぐっては作家の間で論争も起きた。
西部アフリカでは、セネガルのセンベーヌ・ウスマンが『神の森の木々』（1960年）で、民衆に支持された1947年のセネガルの鉄道員ストライキを題材として労働者の権利と植民地統治の誤りを描いた。ネグリチュードの主導者の1人だったサンゴールは、1960年にセネガルの初代大統領となった。
東部アフリカでは、独立したタンザニアがスワヒリ語を公用語としたことで、それまで各民族が創作していたスワヒリ語作品が国民文学として扱われるようになった。ユーフレイズ・ケジラハビは、スワヒリ語で初めて自由詩や実験的小説を発表した。ムハンマド・サイド・アブドゥラはスワヒリ語最初の探偵小説『祖先の霊場』（1960年）をはじめ中短編小説を多数発表した。
南部アフリカでは、1960年のシャープビル虐殺事件をきっかけとして南アフリカの言論・表現の自由はさらに抑圧され、1961年に南アフリカ共和国が成立してアパルトヘイト政策が続いた。マダガスカルでは流刑にされたジャック・ラベマナンザーラが獄中で創作を続けて戯曲で支持を得て、独立後のフィリベール・ツィラナナ政権で閣僚となった。

### 1970年代
アフリカ諸国の政治的な独立が進んだものの、経済的な自立は困難だった。植民地時代の経済が宗主国の利益のために制度化されていたため、独立後の経済開発が難航した。加えて政変が起きた国が多く、経済政策の一貫性が保てなかった。経済政策を強力に推進するための一党制が変質し、汚職を招くという弊害も起きた。
この状況で、1950年代から1960年代に活動した作家たちの発表は減り、次の世代の作家が社会の中での個人・民衆のアイデンティティや、社会秩序を模索した。独立後の問題を題材にした作品も発表された。指導者や中産階級の繁栄の陰で、その他の大衆が犠牲になる状況を憂う作家が増えた。アフリカの独立が期待とは異なり、白人植民者が黒人独裁者に取って代わった時の失望が書かれ、アフロ・ペシミズムとも呼ばれた。

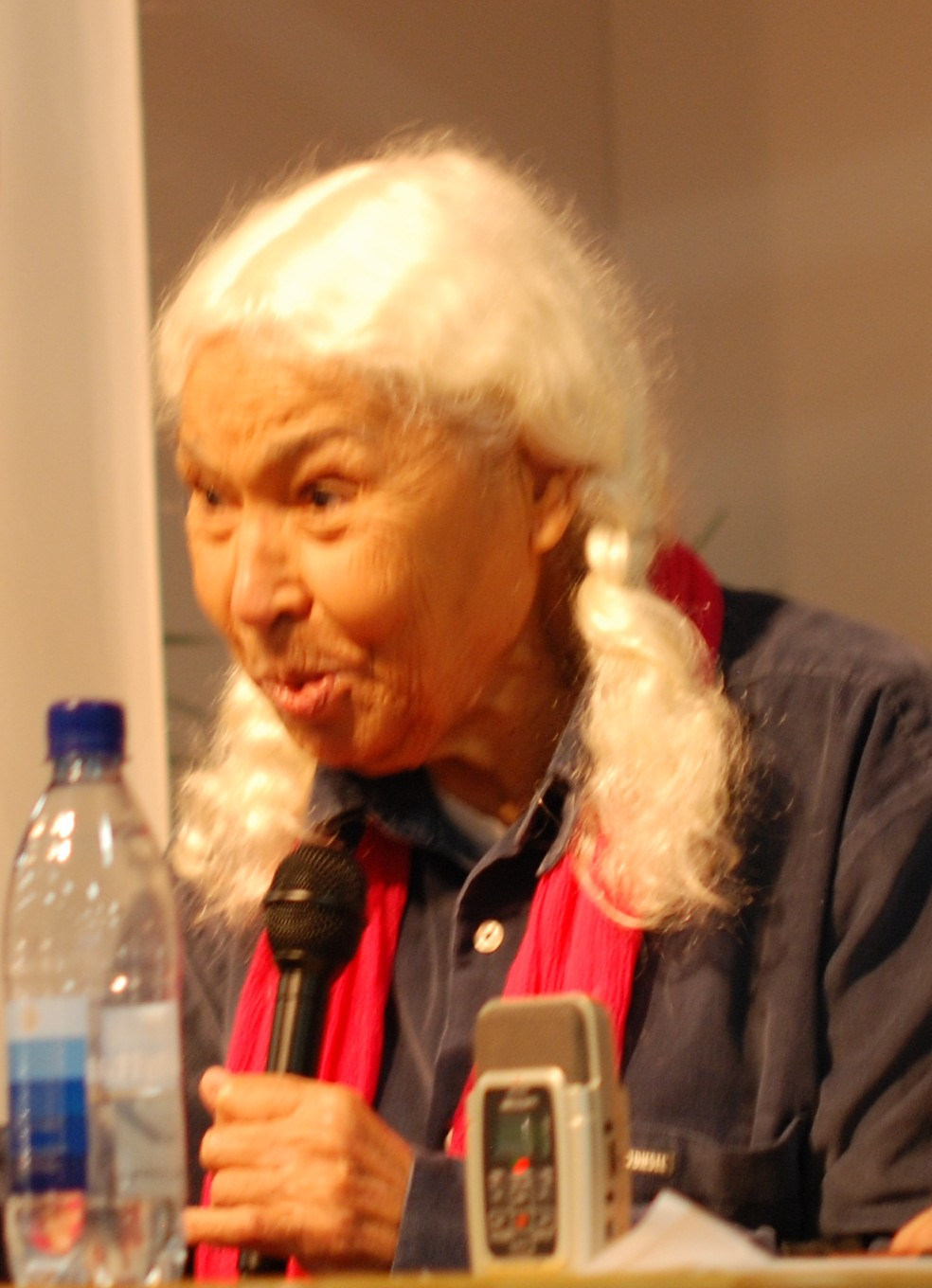
ナワル・エル・サーダウィー

1970年代以降には女性の作家による作品が増えていった（後述）。ベッシー・ヘッドは南アフリカのアパルトヘイトから逃れてボツワナへ移住し、精神をわずらって入退院を繰り返しながら執筆を続けた。ナワル・エル・サーダウィーは、『女性と性』（1972年）でアラブ社会の小説として初めて女性器切除の習慣を公然と批判した。マリのアワ・ケイタは『アフリカの女』（1978年）で助産婦や活動家としての人生を描いた。
西部アフリカでは、独立後の問題に目を向けた作品が多数書かれた。セネガルのアミナタ・ソ・ファルは『乞食のストライキ』（1979年）で国家の発展の邪魔者とされた乞食たちがストライキをするという物語で社会批判をした。
北部アフリカでは、移民がフランスで社会問題となった影響で、マグレブ移民についての作品が増えた。フランス語で執筆するマグレブの作家たちの作品は、フランス語マグレブ文学と呼ばれるようになった。アルジェリアではアラビア語文学が70年代から80年代にかけて活発になり、アブデルハミード・ベンハッドゥーガとターハル・ワッタールの2人が現代アルジェリアのアラビア語文学の先駆者とされる。古典文学を学ぶだけでは現代的な小説を書くことは困難であり、2人ともチュニジアのザイトゥーナ大学で教育を受けた際に、レバノンやエジプトのアラビア語小説に接した。

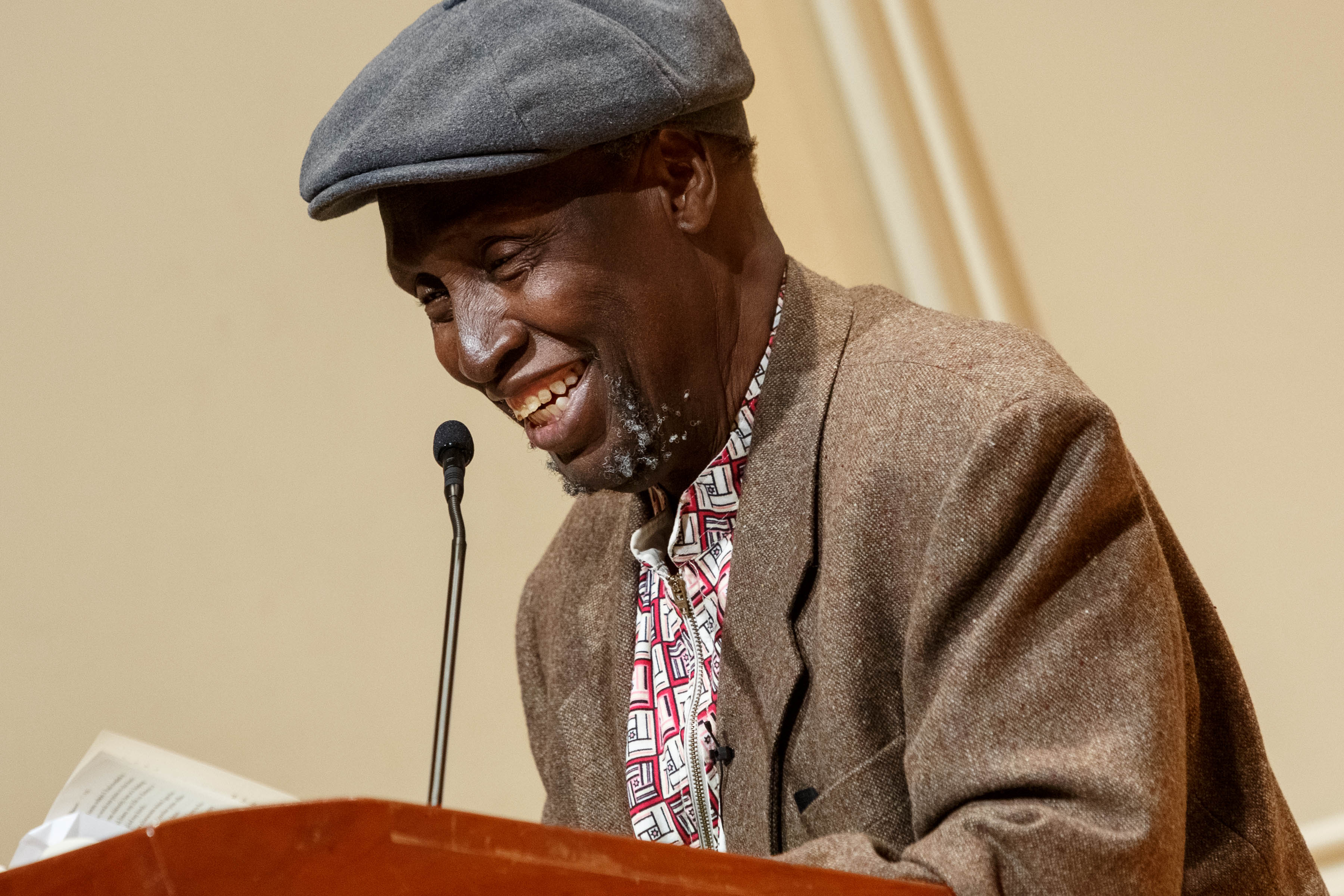
1970年代にギクユ語で創作を始めたグギ・ワ・ジオンゴ

東部アフリカでは、ケニアのメジャ・ムアンギが『早く俺を殺してくれ』（1973年）をはじめとする数作でナイロビのスラム街と都市労働者の生活を描いた。グギ・ワ・ジオンゴは長編小説第2作『血の花弁』（1977年）で独立ケニアの利権争いや汚職などを取り上げつつ、ギクユ語の戯曲を発表して民族語文芸の運動も進めた。サイド・アフメド・モハメドは小説、戯曲、詩集などを手がけ、最も精力的なスワヒリ語作家となった。
南部アフリカでは、南アフリカの検閲強化によって小説の発表が減り、若い作家を中心に詩作が増えた。アパルトヘイトの状況を直接に描写する小説よりも、象徴的に表現しやすい詩が選ばれるようになった。オズワルド・ムチャーリの詩集『牛皮のドラムのひびき』（1971年）は黒人の尊厳を唄いあげて若者に影響を与え、ソウェト蜂起などのエネルギーの源となった。1978年に反アパルトヘイトの雑誌『スタッフライダー』が創刊され、抑圧に抵抗する作家や芸術家の活動の場となった。

### 1980年代

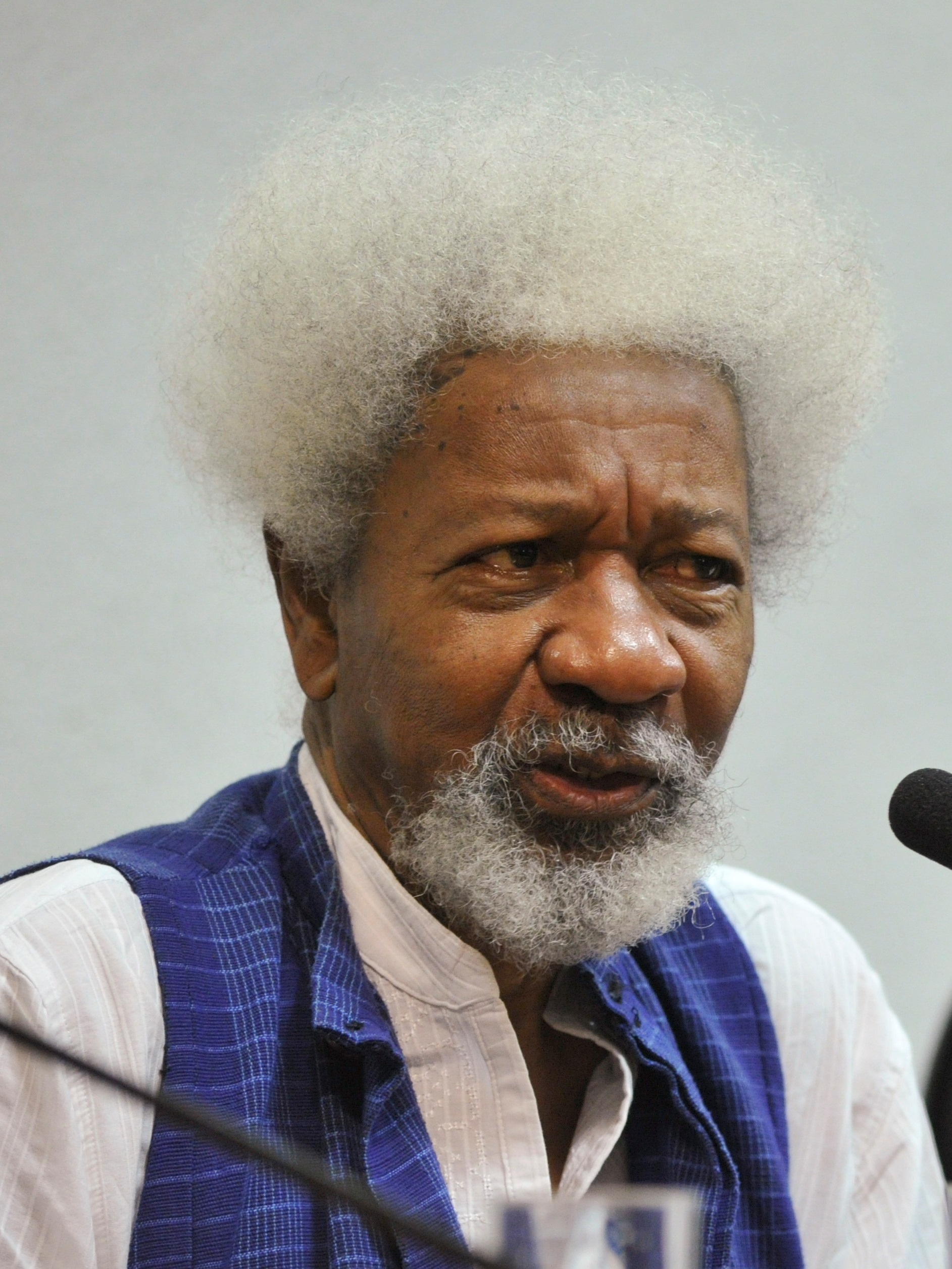
アフリカ人初のノーベル文学賞受賞者、ウォーレ・ショインカ

1970年代からの経済停滞が続き、民主主義、複数政党制、人権を求める活動が増えた。文学的には社会の問題を直接に描写する社会的リアリズムの手法が使われ、作品としてナイジェリアのベン・オクリの『花と影』（1980年）などがある。1970年代以降は内戦が増えた時代でもあり、植民地時代に地域や民族が分断された影響で対立が起きた。こうした社会背景によって内戦についての作品が発表されるようになった（後述）。
アフリカ大陸だけではなく、移民をはじめとしてアフリカを離れて暮らす人々についての作品も増えていった。加えて、移民が置かれた状況や不満、不正に注目する作家が増えた。
1986年には、アフリカ人初のノーベル文学賞としてナイジェリアのウォーレ・ショインカが受賞した。ショインカは諷刺に優れた劇作家で、新旧の文化の不整合や不合理を表現し、アフリカ劇とヨーロッパ演劇の融合を目指して演劇の普及にもつとめた。ショインカは受賞後の1987年に「私の受賞を大騒ぎする必要はない。アフリカにもノーベル賞のような賞を制定して、50年目か100年目かにヨーロッパ人に初めて与えれば、誰もが大騒ぎするだろうか」と語った。この発言には、ショインカの特徴である諷刺とともに、文化の多元主義をすすめる意図が込められていた。
南部アフリカでは、1980年に独立したジンバブエでチムレンガ文学と呼ばれる諸作品が英語、ショナ語、ンデベレ語で発表された。チムレンガとはショナ語で「蜂起」を意味し、19世紀末にショナ人とンデベレ人がケープ植民地のイギリス軍と戦ったことに由来する。南アフリカでは民主化運動が活発になり、政府は非常事態宣言を出した。検閲が厳しくなったために口承の伝統にもとづく詩人の活動が増え、アルフレッド・テンバ・カブラらは人種合同の集会でパフォーマンスを行った。ミリアム・トラーディはソウェト蜂起を題材にした『アマンドラ』（1980年）、ジャブロ・ンデベレは『愚者たち』（1983年）を発表した。東部アフリカのタンザニアでは、ペニナ・ムハンドが社会・政治の混迷と腐敗を風刺する戯曲『臭いものに香水』（1984年）を発表した。

### 1990年代

初のウォロフ語小説を発表したマーム＝ユヌス・ジェン

旧宗主国の言語ではなくアフリカの言語で創作をする活動が続けられ、出版もされた。西部アフリカでは、1980年代末からウォロフ語の詩集が出版された。初のウォロフ語小説として、セネガルのマーム＝ユヌス・ジェンが『アーウォ・ビ（第1夫人）』（1992年）を発表した。識字教室の成果として、1995年にはNGOのTOSTANが編集したウォロフ語詩集『あふれ出る思い - 農村の女性たちの詩』が発行された。この詩集には、それまでは語られてこなかった農村女性の感情や価値観が当人たちによって表現されている。
北部アフリカでは、1991年から10万人以上の死者を出すアルジェリア内戦が起き、アルジェリア作家によるフランス語作品が多数フランスで出版された。フランス語で執筆する作家の中には、フランスへの移住を選ぶ者もいた。ジャーナリスト・作家のターハル・ジャウートが暗殺される事件が起きるなどテロによる民間人の犠牲が増え、ブアレム・サンサルやヤスミナ・カドラはテロをテーマに執筆した。また、アルジェリア女性作家として初の長編小説となったアフラーム・モスタガーネミーの『肉体の記憶』（1993年）はベストセラーとなった。
南部アフリカでは、1991年にアパルトヘイト政策の廃止が宣言され、1994年の総選挙後には亡命していた作家たちが帰国して教育や政治面で国づくりに参加した
1990年代にはアルジェリア、ソマリア、リベリア、ケニアなどで紛争が起き、中でもルワンダとブルンジの状況が激しかった。1994年に起きたルワンダ虐殺はアフリカの作家に大きな影響を与え、文学プロジェクト「ルワンダ、記憶する義務によって書く」が企画され、約10人の作家が参加した（後述）。
都市化にともなって民族間の結婚が増え、西部や東部アフリカで混淆文化を形成した。この影響で、新しい家族観にもとづく作品が書かれるようになった（後述）。また、移民についての作品も増え続けた。セネガルのケン・ブグルの『リワン、あるいは砂の道』（1999年）には、ヨーロッパに滞在したのちに故国に帰って伝統的な生活を選ぶ語り手が登場する。

### 2000年代以降

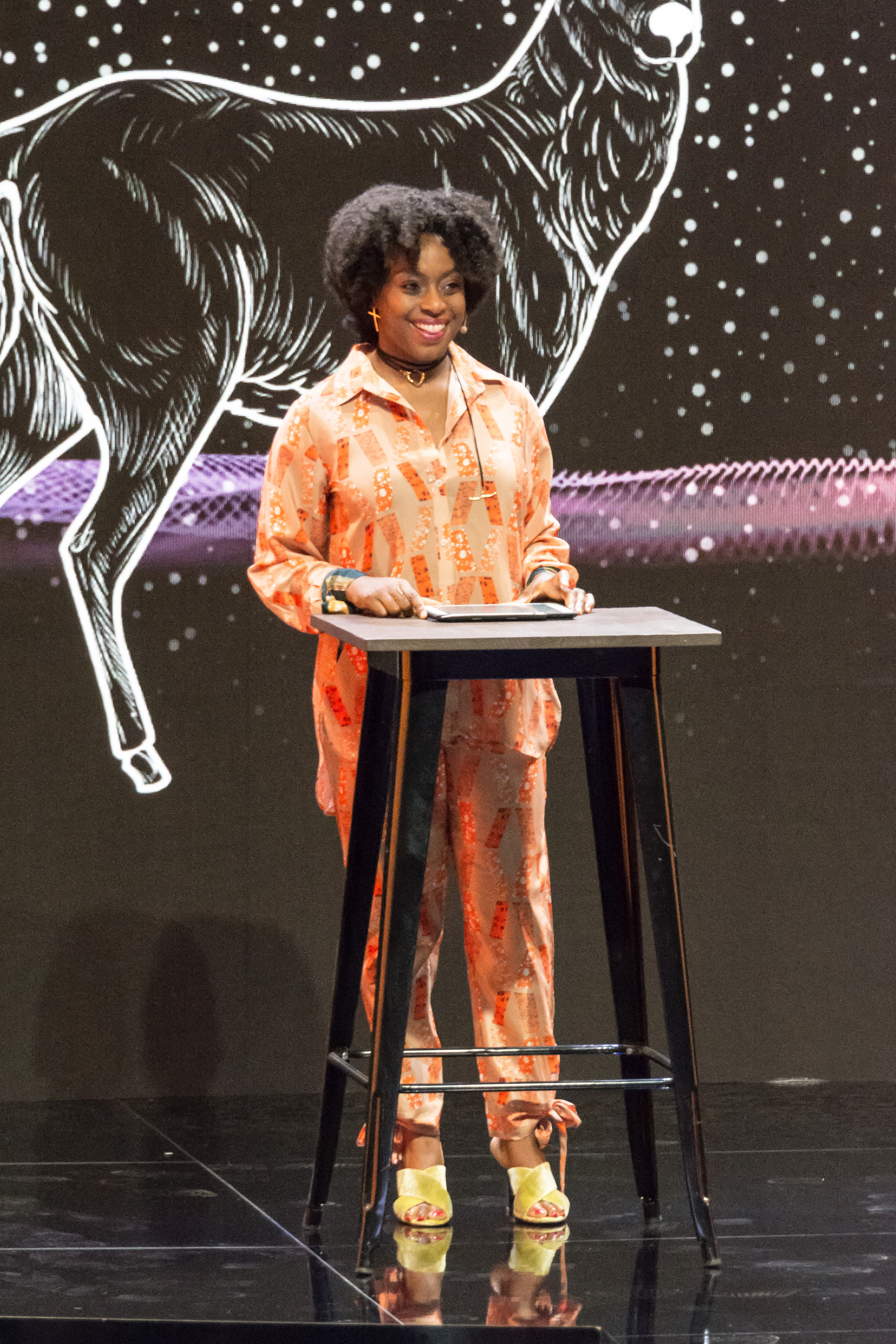
チママンダ・ンゴズィ・アディーチェ

アフリカから世界各地に住む移民や難民についての作品が増え続けている。故郷から離れた者の孤独、伝統文化と異国で身につけた文化の選択、新たな不正などが題材となった。出身地のアフリカよりも各地の移民が置かれた状況に眼を向ける作家が増えており、ネグリチュードと移住を合わせた「ミグリチュード」という造語も現れた。アフリカと欧米を往来する生活を送る作家も多い。アフリカ研究が各国で行われるようになり、欧米でアフリカ文学を教えるアフリカ人作家も増えた。
アフリカにとって奴隷貿易は重要な史実であるが、文芸においては半ばタブー視されていた。奴隷貿易を行ったのはヨーロッパ人だけでなくアフリカ人にもいたため、いまだにデリケートな問題になっている。トーゴのカンニ・アレンは『奴隷たち』（2009年）でダホメ王国の奴隷貿易を描いた。カメルーンのレオノーラ・ミアノは『影の季節』（2013年）で、奴隷貿易による荒廃が進む前の時代における奴隷狩りを描いた。
2011年からアラブの春と呼ばれる民衆運動と政変が起きた。発端となったのはチュニジアのジャスミン革命であり、現地のデモではアブー・アル＝カースィム・アッ＝シャーッビーの詩の一節が歌われた。エジプトのデモでは、詩人のアブドッラフマーン・アブヌーディが『広場』と題する100行以上の詩を朗読し、タハリール広場のデモ参加者に連帯するとともにホスニー・ムバーラク大統領の辞任を呼びかけた。アラビア語の詩は、イスラーム前のジャーヒリーヤ時代から社会の価値観に形を与える役割を持っており、民衆運動と詩の連動はアラビア語詩の伝統に連なるといわれる。
南アフリカでは、アパルトヘイト時代の埋もれた歴史を掘り起こす作品が書かれた。他方で、歴史にとらわれずに創作をする世代の作家たちも輩出されている。

## 言語
アフリカの言語は2011年時点で2000以上があるとされ、世界で話されている言語の30%以上になる。アフリカでの言語の使用は重層的で、1地域内に複数の言語があり、1人が複数の言語を使う場合が多い。元から存在する多数の言語に加えて、植民地時代に宗主国の言語であるヨーロッパ諸語が公用語となった。言語による支配と被支配の関係が明らかだったため、創作でどの言語を選ぶかが、政治的な態度表明と見なされやすい。これは作者が創作する時だけでなく、読者にとっても重要となる。文字として書式が確立されていない言語もある。
各地域によって、主に次のような言語が使われている。
- 北部アフリカ：ベルベル諸語（アマジグ語）[注釈 59]、セム諸語、クシ諸語、オモ諸語、ナイル・サハラ諸語、アラビア語[注釈 60]、フランス語[注釈 61][185]。
- 西部アフリカ：チャド諸語（最多はハウサ語）、マンデ諸語、フルフルデ語、ヨルバ語、アラビア語、フランス語[注釈 62]、英語[注釈 63]、ポルトガル語[注釈 64][186]。
- 東部アフリカ：バントゥ諸語（最多はスワヒリ語）、ナイル諸語、クシ諸語、コイサン諸語、フランス語[注釈 65]、英語[注釈 66][188]。
- 南部アフリカ：バントゥ諸語（最多はショナ語、ズールー語）、コイサン諸語、アフリカーンス語、ポルトガル語[注釈 67]、英語[注釈 68][190]。

### 口語

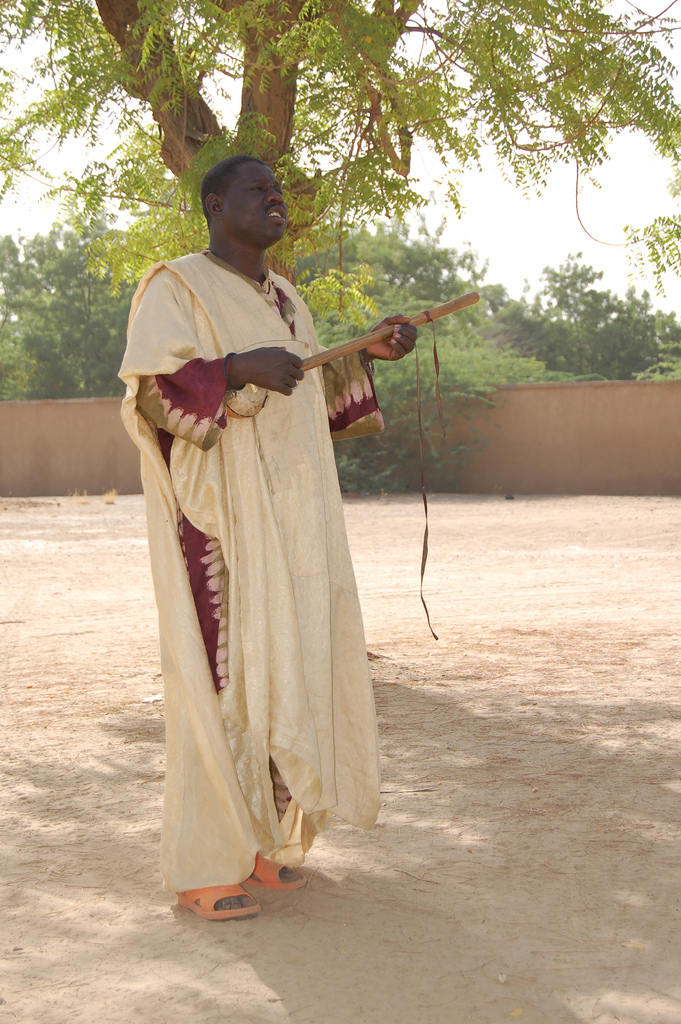
ニジェールのディファでパフォーマンスをするグリオ。ハラムと呼ばれる弦楽器の一種を使っている。

口承文芸は、肉声で演じられ人々に聴かれることで伝えられる。アフリカの口承文芸は、言葉だけでなく演じる場所、身体や音楽の表現、演者と聴者などが合わさって成立する。全ての年齢層にわたって演じられ、コミュニティの構成員全員が参加することで、生活の知恵や生活の指針などを伝え、コミュニティの維持に役立てている。
職業的に口承文芸を演じる者がアフリカ各地におり、物語や音楽を伝える吟遊詩人として、西部アフリカのグリオや、東部アフリカのエチオピアのアズマリやラリベロッチ（Lalibalocc）などが知られる。南部アフリカにはイジボンゴという口承文学の形式がある。スワヒリ詩の口承文芸で最も人気があるのはターラブという形式で、恋愛などの人間関係を歌う内容が多く、東部アフリカでポピュラー音楽として聴かれている。
口頭伝承の一種として、トーキング・ドラムやドラム・ランゲージと呼ばれる太鼓を使った言語がある。モシ人には王朝の系譜をトーキング・ドラムで語る楽師がおり、ベンドレと呼ばれる太鼓を使う。モンゴ人を中心とする熱帯林地域の人々は、長距離伝達用の太鼓を使う。モンゴ人の伝達用太鼓の言葉は韻文として表現され、太鼓文学とも呼べる内容を持っている。
かつて口承文芸は個々の集団で演じられていたが、アフリカ各地が独立国になってからは、国民全体で共有する国家の文化遺産とされた。こうして口承文芸は言語面だけが取り出されて翻訳・印刷され、教育や教養として読まれている。社会的機能が失われた作品は継承が困難になるため、語り手がいなくなる前に収集を進めている国立大学もある。
口承文芸を調査・研究する作家もおり、ズールー語の創作と研究を行ったマジシ・クネーネ、サン人と生活したローレンス・ヴァン・デル・ポスト、マリのフルベ人であるアマドゥ・ハンパテ・バーらがいる。ハンパテ・バーは1960年のユネスコ大会で「アフリカでは、老人1人が死ぬとは、図書館1つが燃えてしまうことだ」と語った。この発言は、複数ある情報源の1つを守る必要があるという主旨だったが、文字に対する口承の優位を示していると誤解される場合がある。口承文芸を背景に持ちながら執筆した作家にはナイジェリアのエイモス・チュツオーラがおり、小説『やし酒飲み』（1952年）は口承文芸的な内容ながら欧米でも支持された特異な作品にあたる。

### 文語

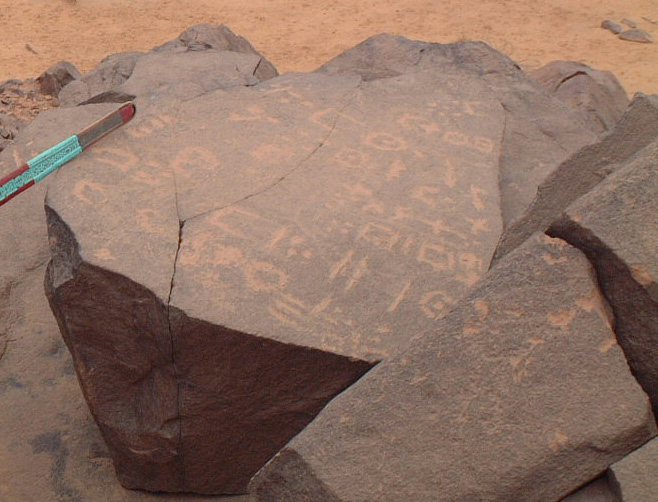
マリに残る古代のティフィナグ文字

19世紀末までに使われていた伝統的な文字は、エジプト文字、コプト文字、アラビア文字とそこから派生したアジャミ文字、アマジグ人のティフィナグ文字、エチオピアのゲエズ文字、バムン人のバムン文字、リベリアのヴァイ文字などだった。
植民地時代と比較すればアフリカ諸国の識字率は向上したとはいえ、いまだに言語の壁は厚い。どの言語で書くかという問題は1930年代から論じられており、ネグリチュード運動の詩人ダヴィッド・ジョップは、支配者側の言語を使うことで民衆から離れてしまう危険性を主張した。アフリカの言語で創作をする運動は1950年代に始まり、歴史学者・人類学者のシェク＝アンタ・ジョップは『黒人諸民族と文化』（1954年）でアフリカ言語の国語化を主張した。1962年にはウガンダのマケレレ大学で「英語表現アフリカ作家会議」が初めて開催され、1963年にはセネガルのダカールで「フランス語表現のアフリカ人作家会議」が開催されたが、いずれの会議でも創作の言語について議論になった。批評家オビ・ワリは「アフリカ文学の末路」（1963年）と題した文章で、真のアフリカの文学はアフリカの言語で書かれなければならないと論じて、多くのアフリカ人作家が反論した。文学に使う言語については論争が続いており、旧宗主国の言語で書く者を植民地イデオロギーの推進者だと見なして非難する意見もある。
フランス語で創作したセネガルのセンベーヌ・ウスマンは1960年にアフリカに帰国した際、欧州の言語で書いた作品が大衆に読まれず、映画館が盛況なのを見た。そこで大衆に語りかける方法として、1960年代から映画制作を始めた。ケニアのグギ・ワ・ジオンゴはヨーロッパの言語で書かれる作品を批判し、母語であるギクユ語のみでの創作活動を行うことを宣言した。グギはこれを「精神の非植民地化」（1986年）と呼んだ。グギの姿勢はアフリカの知識人に影響を与え、アフリカ諸語による文学活動も、多くの困難を抱えながら実践されている。
複数の言語で執筆する作家もおり、ジンバブエのチャールズ・ムンゴシはショナ語と英語で執筆をする。ブルキナファソのベルナテッド・ダオはフランス語とジュラ語で創作し、ジュラ語の教科書作成に参加した。自分の育った環境や感情を細かく表現するために、アフリカの言語と旧宗主国の言語を混ぜる作家も多い。アマドゥ・クルマは『独立の太陽』において、出身であるマリンケ人の言い回しをフランス語に訳して使った。ナズィ・ボニは、母語ブワム語の単語にハイフンでフランス語を結んだり、口頭伝承のニュアンスを作中に入れた。作品を通して語彙を増やす努力も行われている。サイド・アフメド・モハメドは造語も駆使しながらスワヒリ語の表現に幅を持たせて語彙を増やし、読者のイメージを喚起した。

## 作品とテーマ

### 伝承、伝統的価値観
口承文芸の内容には、詩歌、伝統的歴史、神話、信仰、伝説、叙事詩、諺・謎かけ・早口言葉のような短い決まり文句、冗談、民謡、労働歌、子守唄などがある。歴史的な事件が保存されている場合もあり、アフリカ文化協会とユネスコの2010年の調査によれば、ベナンで奴隷貿易の記憶が口頭伝承で共有されていることが明らかになった。口頭伝承は年代が不明であり、西部アフリカの王の系譜は11世紀までさかのぼるという推論もあったが、研究方法の進展で15世紀より古い出来事は口頭伝承にはないという説もある。
ヨルバ人の民話をもとにしたとされるチュツオーラの『やし酒飲み』は、アフリカの内外で相反する評価となった。欧米では「豊穣な原始的イメージ」や「欧米人からは失われた原始的想像力」などと形容されて好評だったが、アフリカでは「無教養な英語で書かれたヨルバ民話の盗作的作品」などの酷評を受けた。
アフリカの伝統的な価値観として、トーテム、守護霊、分身などがあり、これらは現代の作品にも取り入れられている。ギニアのカマラ・ライエの自伝的小説『アフリカの子』（1953年）では、主人公の父のトーテムである黒蛇が未来を知らせる。チヌア・アチェベの『崩れゆく絆』やアマドゥ・ハンパテ・バーの『ワングランの不思議』（1973年）では、守護霊に逆らったりトーテムを殺した人物が運に見放される。アラン・マバンクの『ヤマアラシの回想』（2006年）は、人間の命令で殺人をするヤマアラシの分身が語り手となり、平和的な分身と害をなす分身の世界が描かれる。
サハラ砂漠には、ベドウィンと呼ばれる遊牧民が暮している。トゥアレグ人の作家イブラヒーム・アル・コーニーは、サハラ砂漠の風土や生き物、ベドウィンの社会を一貫して書いている。
伝統的な価値観が作家に対する抑圧や攻撃となる場合がある。父権制度や女性器切除の慣習などを批判したナワル・エル・サーダウィは、1991年にイスラーム過激派の暗殺リストに加えられた。1992年にはファラジ・フォダがアル＝ガマーア・アル＝イスラーミーヤに殺害された。ナギーブ・マフフーズが宗教をテーマにした小説『我が町内の子供達』（1959年）は、アズハル大学の抗議によって発禁同然の扱いを受け、ウラマーに批判された。そしてウラマーの批判を知った青年が、1994年にマフフーズの殺害未遂事件を起こした。犯人の青年はマフフーズの著作を読んではいなかった。

### ジェンダー

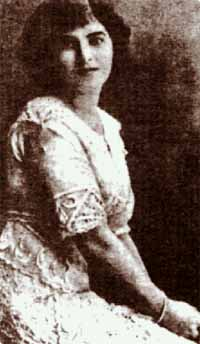
ミー・ヅィアーダ。20世紀初頭のカイロで文学サロンを運営した

文学における女性解放の活動は19世紀から始まった。エジプトのカーシム・アミーンの『女性の解放』（1899年）は一夫多妻の制限や女性の教育などを提唱して論争を呼び、のちの作家に影響を与えた。エイシャ・エル・タイムリヤはアラビア語の他にトルコ語やペルシャ語でも詩作をした。20世紀初頭の詩人マーラク・ヘフニー・ナーセィフは「バヒサート・エル・バディヤー（荒野を探索する女性）」という筆名で女性の権利について執筆した。ミー・ヅィアーダは1910年代にカイロで文学サロンを開き、作家や思想家が集まった。
ネグリチュード運動における女性の活動は当時は目立たず、のちに評価が進んだ。『黒人世界評論』を刊行してネグリチュードに影響を与えたナルダル姉妹の他に、クリスティアーヌ・ヤンデ・ジョップ、雑誌『トロピック』に寄稿していたシュザンヌ・セゼールらがいる。サンゴールをはじめとするネグリチュードの男性作家による女性の表現は、母親としての女性とエロティックな女性がアフリカの大地や文化の源とされており、後年に批判されるようになった。アチェベの『崩れゆく絆』の女性は、民族や国家を担う男性を支える役割として比喩化されており、社会の一員や歴史の主体としての女性が登場しない。こうしたステレオタイプな描写は女性作家の作品によって変化していった
1970年代以降に女性作家の作品が増えた。女性批評家による論文も増え、インガ・ショガ（Yinga Shoga）、ロゼアン・P・ベル（Roseann P. Bell）、マリーズ・コンデらによって女性作家の作品が評価された。1980年代後半にはアフリカ文学研究雑誌で女性作家の特集がなされ、ジェンダーの視点が注目されるようになった。アフリカ文学全体をジェンダーの視点から再検討した研究として、フローレンス・ストラトン（Florence Stratton）の『Contemporary African Literature and the Politics of Gender』（1994年）がある。

#### 性差別、抑圧
植民地時代には、人種を超えた平等な関係は存在せず、黒人と白人の交際や結婚は公式には認められなかった。異人種の男女の関係は、支配者である白人の男性と被支配者である黒人の女性による一時的な関係に限られており、ベルナール・ダディエをはじめとする作家たちがさまざまに記している。
ボツワナのベッシー・ヘッドは、『力の問題』（1973年）でアパルトヘイトの人種差別、地元での民族差別、社会の女性差別によって精神を病む女性の内面に迫った。伝統的な共同体とのつながりが書かれない点でアフリカ文学の中で異質でありつつも、高く評価されている。ベルナテッド・ダオの短編の多くは、女性たちを中心とする社会的弱者を主人公として、男性の前で意思表示や選択が許されない様子や、女性器切除、親が決めた強制的な結婚、夫の不実などが描かれている。ジンバブエのツィツィ・ダンガレムバの『Nervous Conditions』（1988年）は少女の成長物語であり、植民地制度に精神をむしばまれる従姉を通して、家父長制や植民地主義の矛盾が明らかにされる。ナイジェリアのブチ・エメチェタは、抑圧される女性を主人公にしつつ、独立後の近代的な都市で母親の社会参加が阻まれる様や、伝統的な家庭観と現代的な労働という二重の要求の苦境、移民のアイデンティティなどを描いた。

#### 家族

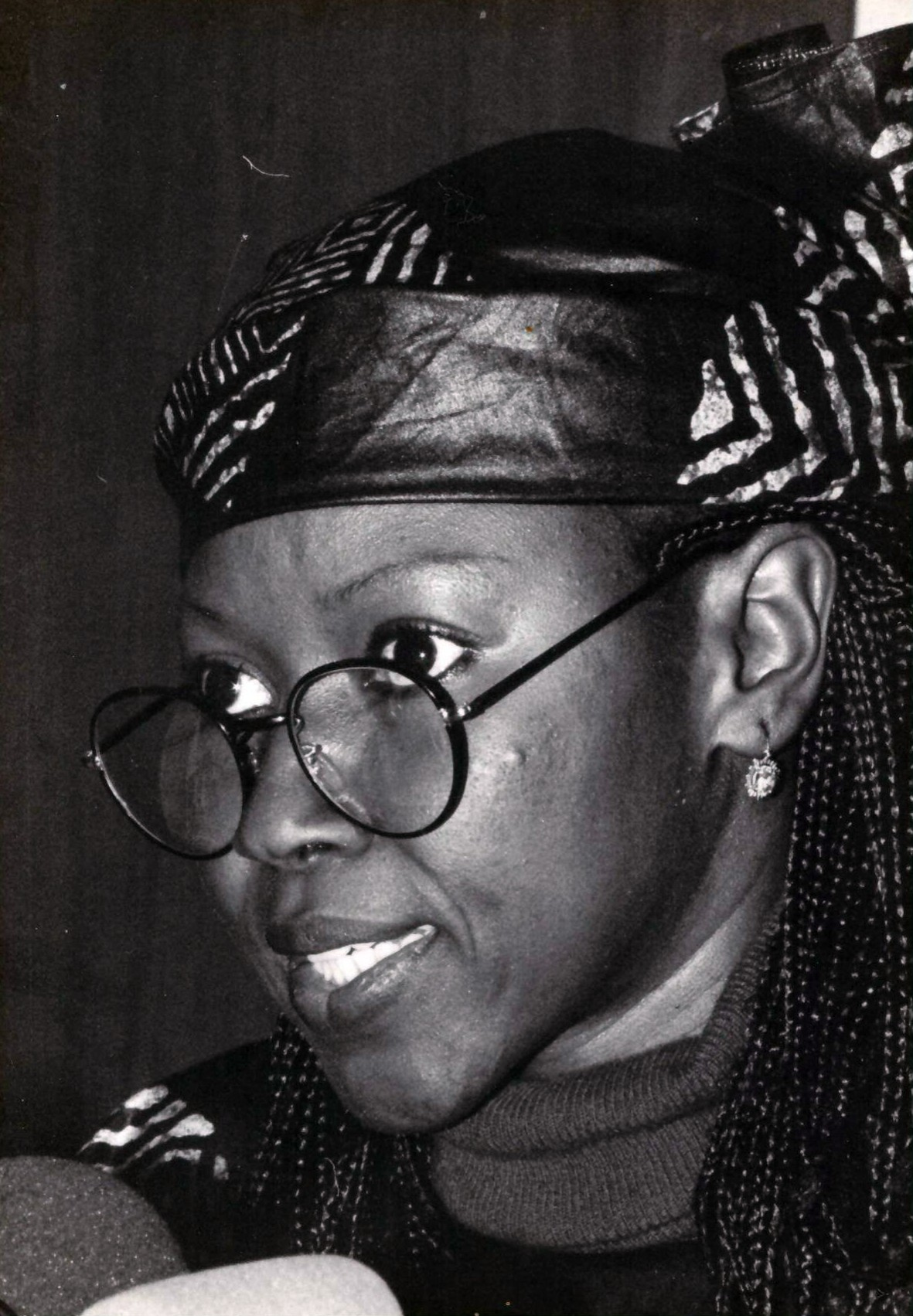
アワ・チャム

ガーナのアマ・アタ・アイドゥは『Anowa』（1970年）で植民地化の歴史と夫婦の力関係を描いた。『Changes』（1991年）では主人公の離婚や再婚を軸としつつ、さまざまな社会階層・宗教・民族の結婚が登場し、一夫多妻制への批判も含まれている。セネガルのアワ・チャムは小説『言葉をニグロの女たちに』（1978年）で一夫多妻制や女性器切除を批判した。セネガルのマリアマ・バーの『かくも長き手紙』（1979年）は書簡体小説で、恋愛結婚のあとで2番目の妻をめとった夫の裏切り、仕事と育児、夫の死などが語られる。中産階級の女性の心情という形をとりつつ、伝統社会の社会階層、女性差別、母系制の家族意識などが織り込まれている。ナワル・エル・サーダウィーの『0度の女』（1983年）は、強制結婚と夫の暴力から逃れた女性の物語で、24ヵ国語以上に翻訳された。初のウォロフ語小説であるマーム＝ユヌス・ジェンの『アーウォ・ビ（第1夫人）』（1992年）は、結婚して農村の大家族で暮らす女性の物語を通して、農村女性を励ます内容だった。バーの『かくも長き手紙』が都会の女性だったのに対して、ジェンはウォロフ語話者が多い農村女性に向けた作品を書いた。
都市人口の急増と就業形態の変化によって、都市では民族間の結婚が増えた。こうした家族観の変化をテーマにした作品も書かれた。コートジボワール人とフランス人の両親をもつヴェロニク・タジョーは、サバンナでの多様な体験をきっかけに長詩『ラテライト』（1983年）を発表し、人種や出身地に分類されないアイデンティティを表現した。ナイジェリアのチュクウメカ・イケの『探索』（1991年）は、民族間の結婚をナイジェリアの統一に象徴させている。ケニアのムワンギ・ギチェル（Mwangi Gicheru）の『ミックスたち』（1991年）は植民地時代を舞台に白人と黒人の結婚と絆を描いた。ケニア出身でタンザニア育ちのインド系作家M・G・ヴァッサンジは、ダルエスサラームのインド人街を舞台とした短編集『ウフル・ストリート』（1991年）を発表し、表題作ではアフリカ人とインド人が障害を乗り越えて結婚する。

#### フェミニズム
1986年に女性文学評論集『Ngambika』が出版され、アフリカ文学におけるフェミニズムについて基本的な定義を行った。編者はキャロル・ボイス・デイヴィースとアン・アダムズ・グレイヴス（Anne Adams Graves）で、アフリカの女性に含まれる2重の定義として「人種/民族」と「ジェンダー/セクシュアリティ」を枠づけている。この定義はその後のアフリカ女性研究や第3世界の女性研究においても議論の中心となった。著名なフェミニスト作家として前述の他では、カリクスト・ベヤラ、ミシェレ・ギザエ・ムゴ、ウェレウェレ・リキングらがあげられる。チママンダ・ンゴズィ・アディーチェはTEDxで「男も女もみんなフェミニストでなきゃ」（2012年）と題する講演を行い、アメリカのアーティストビヨンセの楽曲『***Flawless』にサンプリングされた。

### 政治

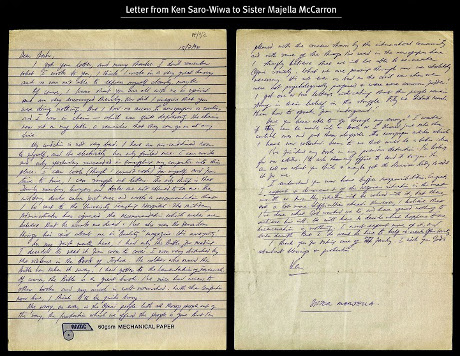
ケン・サロ＝ウィワが協力者のMajella McCarronにあてて密かに送った手紙

口承文芸を行う詩人の活動は社会を対象としており、その表現の自由は公共性に支えられている。社会の規範が守られているかを口承詩人は確認し、権力者を褒め称えるか非難するかを決める。特に南部アフリカの口承詩人であるイジボンゴのパフォーマンスは民衆の声としての側面も持ち、権力者が詩人の自由を保障する文化があった。しかし、独立後の国家で独裁政権が成立するとイジボンゴも拘束され、公共性が損なわれるようになった。テンブ人のイジボンゴであるムブツマは、アパルトヘイトに抵抗しない首長を非難したことが原因で警察の家宅捜査や尋問を受けた。マラウィのジャック・マパンジェは詩集『カメレオンと神々』（1981年）でヘイスティングズ・カムズ・バンダ政権を批判して治安警察に逮捕され、国際的な活動によって釈放されるまで4年間かかった。
アフリカ作家が旧宗主国の言語で書く作品は、アフリカの苦境を他国に伝える手段としての役割も果たした。政治活動を行う作家も多く、サンゴールはセネガルの初代大統領になった。アルジェリアのアシア・ジェバールの作品は現在のアルジェリア社会を批判しており、政治的な理由によって本国でアラビア語に翻訳されていない。ナイジェリアのケン・サロ＝ウィワはジャーナリストや環境保護活動家でもあり、オゴニ民族生存運動や石油企業への反対運動を行ったが、軍の特別法廷で死刑とされた。ナワル・エル・サーダウィーは2004年のエジプト大統領選に出馬しようとしたが阻止された。
コンゴ共和国では、国内にとどまりながら独裁政治を批判する作家がアフリカとしては例外的に多い。コンゴにおいて独裁を批判する小説の描写は、夢と現実が交錯したり、魑魅魍魎の世界を嘲笑・諷刺するものが多い。
植民地時代には、植民地統治を正当化するプロパガンダが書かれた。反植民地闘争とともに独立闘争を題材とした作品も各地で書かれた。また、独立後の政策の普及のためにも作品が書かれた。独立後のタンザニアでは、ウジャマー政策と呼ばれる社会主義的な政策の理念を伝えるための作品が多数書かれ、ウジャマー文学とも呼ばれた。

#### アパルトヘイト
南アフリカでは長年に渡り植民者であるオランダ系白人アフリカーナーとイギリス系白人の権力闘争が続いたが、ボーア戦争から約半世紀後の1948年にアフリカーナーを支持母体とする国民党が政権を握り、人種隔離政策アパルトヘイトが打ち出された。学校や公共図書館も人種別とされて蔵書量に大きな格差があり、黒人の読書機会は奪われ続けた。この体制は1994年まで続いて、表現の自由は制限され、作家の生活を脅かした。検閲・投獄・自宅拘禁があり、作品の発表ができない無名の作家も多数いた。
1950年代は反アパルトヘイトが盛んになり、人種平等と民主的な社会を実現する運動が南アフリカで初めて明確となった。しかし主な活動家は逮捕され、都市部では黒人居住区が潰されていった。1950年創刊の雑誌『ドラム』は犯罪ルポなどのセンセーショナルな内容で始まったが、短編やルポルタージュで黒人居住区の現実を伝える誌面に変わり、多くの若い作家が活動した。エゼキエル・ムパシェーレは『ドラム』で活動し、黒人居住区の暮らしを描くとともに、英語でアフリカ人の現実を表現する問題に取り組んだ。また、ムパシェーレは南アフリカの白人によるキリスト教の抑圧的な面に触れ、キリスト教と決別した。カン・テンバはジャーナリスティックな文章でソフィアタウンやソウェトを舞台にした作品を発表し、『ドゥーベ・トレイン』では朝の通勤電車の劣悪な環境と暴力を描いた。アレックス・ラ・グーマはケープタウンの黒人居住区である第6地区出身で、『夜の徘徊』（1962年）をはじめとして黒人たちの困窮を赤裸々に描き、投獄や発禁処分を受けて亡命した。ジェームズ・マシューズが書いた『公園』（1962年）には、白人用公園にしか存在しないブランコに乗りたいと願う黒人少年が登場する。
1960年以降にアフリカで多数の独立国が誕生する中、南アフリカはシャープビル虐殺事件（1960年）をきっかけにイギリス連邦から一方的に独立して南アフリカ共和国となり、アパルトヘイトを強化した。シャープビルの虐殺は白人作家にも衝撃を与え、白人作家の中でも当局に協力しない者が増えたため、政府は1963年に出版興行法を制定して検閲を強化した。同法の非合法化の適用条項は97におよび、攻撃的な表現が望ましくないとされた。アフリカーナーの詩人イングリット・ヨンカーは『煙と黄土』（1963年）でシャープビル虐殺事件で死んだ子供を詩にうたった。ヨンカーは検閲法の作成に関わった父親と対立し、自殺した。1978年に創刊された反アパルトヘイト雑誌『スタッフライダー』は、アパルトヘイト廃止後の1996年まで続いた。『スタッフライダー』には編集部が存在せず、誌面は寄稿者主導だった。有名作家と新人作家の作品が並び、一般の投稿作品も掲載された。
ナディン・ゴーディマの作品は、白人が黒人に対して抱く潜在的な恐怖というテーマが共通しており、アパルトヘイトが全ての人間に影響を与える様子が明らかにされている。ゴーディマは自らを歴史の産物と呼び、「政治的な作家にはなりたくない、だが南アフリカの生活は、どんな1人の人間を描こうとも政治的な次元を扱わなければならないほどに政治的な状況に満ちている」と語った。ゴーディマはノーベル文学賞を受賞した際のコメントで黒人たちの運動を賞賛し、その後も黒人の作家活動を支援した。アフリカーナーのJ・M・クッツェーやアンドレ・ブリンクは、アパルトヘイトを告発する現代小説の他に、アフリカーナーが植民を進めた18世紀を舞台にした作品も発表した。ウォーレ・ショインカはノーベル文学賞受賞の際、南アフリカ政府を批判した。
アパルトヘイト撤廃後は、国外で活動していたアフリカ民族会議（ANC）のメンバーが帰国し、国会議員になった者もいる。詩人のリンディウェ・マブザは演説で自作の詩を朗読した。アパルトヘイト時代の埋もれた歴史を掘り起こす作品も書かれるようになった。解放闘争の内部でも性差別や民族間対立があり、ゾーイ・ウィカムは『デイヴィッドの物語』（2000年）でその問題を明示しない形で描いた。その他にジャブロ・ンデベレの『ウィニー・マンデラの叫び』（2003年）や、ゾーイ・ウィカムの『光の中で戯れて』（2006年）などがある。

#### 紛争

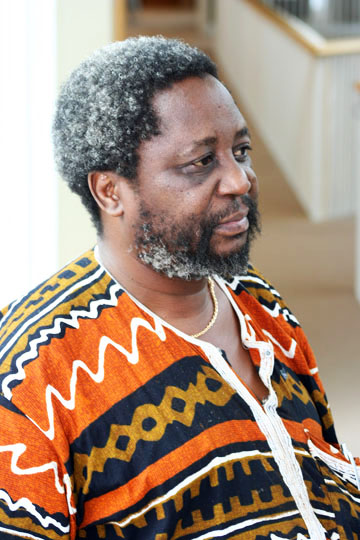
チェンジェライ・ホーヴェ

第二次大戦以降のアフリカにおける紛争は、国家間よりも主に国内で起きている。1940年代から1970年代までは植民地解放闘争が多く、1970年代から1980年代には冷戦の代理戦争が起きた。1990年代には特に紛争が激化し、ルワンダ紛争、リベリア内戦、ソマリア内戦などがあった。2000年代以降は紛争が終息に向かう傾向にある。これら各地で起きた紛争を題材とする作品が多数発表されている。
南アフリカと同様に、南ローデシアは少数者の白人が支配を維持するために1965年にイギリス連邦から一方的に独立した。黒人側は解放戦線を組織し、1980年にジンバブエとして独立するまでローデシア紛争が起きた。チェンジェライ・ホーヴェは農村での実体験をもとに詩集『武器をもって立ち上がれ』（1982年）や小説『骨たち』（1987年）を発表し、武器を持たずに翻弄される一般民衆、死の不条理や苦痛を描いた。アンゴラのペペテラはアンゴラ独立戦争で兵士として参加した体験をもとに『マヨンベ』（1980年）を発表した。
ナイジェリアからビアフラ共和国が独立してビアフラ戦争（1967年）が起きた際には、政治運動に参加した作家がいた。チヌア・アチェベはビアフラ共和国の大使となって国際社会に理解を求め、ウォーレ・ショインカはナイジェリアとビアフラの和平を計画した。しかし和平は実現せず、ビアフラ共和国は崩壊した。

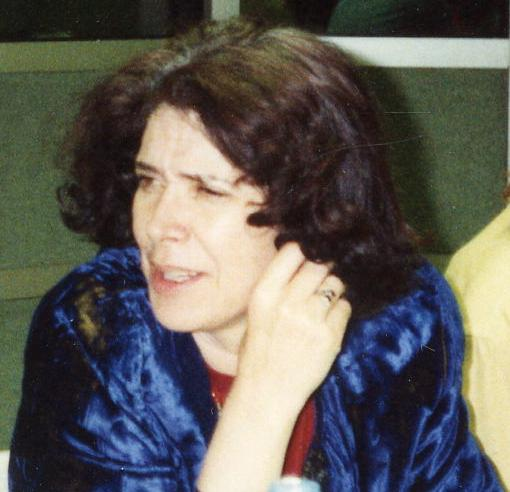
アシア・ジェバール

アルジェリアのアシア・ジェバールは1830年のアルジェリア侵略からアルジェリア戦争による独立までを題材とした4部作（1985年-1995年）によって、女性の声で歴史を語りなおした。独立後の女性の状況や問題についても書かれており、フェミニズムやポストコロニアルの視点からも評価されている。
内戦にともなって増えた子供兵は社会問題となり、作品のテーマにもなった。アマドゥ・クルマは『アラーの神にもいわれはない』（2000年）で少年を語り手として、子供兵になるいきさつや内戦の残虐行為を無邪気な言葉づかいで表現した。
1994年のルワンダ虐殺後、アフリカ人作家の間では創作についての意見や論争が起きた。被害者や加害者の言葉を収集することの影響や、金儲けの手段にすることの危険性が論じられた。作家の視点からは、このテーマを書いた際に、その場にいなかったり乗り遅れてやってきたという印象を与えてしまう問題もあった。ルワンダ内戦についての文学プロジェクト「ルワンダ、記憶する義務によって書く」は、チャドの作家ノッキィ・ジェダヌン（Nocky djedanoum）の主導で始まった。ジェダヌンは、アフリカ文化を紹介するフランスの団体「フェスタフリカ」の責任者でもあった。このプロジェクトでルワンダを訪れた作家が、自らの取材や体験をもとに作品を発表した。コートジボワールのヴェロニク・タジョーは『イマーナの影』（2000年）で、社会の隅に追いやられて精神的・経済的支援を受けられない人々や、自分たちは国の再建の邪魔であり語る場がないと思っている虐殺の被害者などに注目した。
内戦についての分析が進むにつれて、植民地時代の弊害が再確認された。ルワンダ内戦や虐殺ではフツとツチの対立があったが、原因はベルギーが植民地時代に行った分断政策にある。元来はツチとフツは社会的なカテゴリーだったが、ベルギーは2つを民族集団として扱って対立させ、統治に利用した。ベルギーの政策は、聖書にもとづいて黒人をハム系とバントゥー系に分ける人種主義に由来しており、比較文学者のカトリーヌ・コキオは「妄想の輸出」、アラン・マバンクは「有害な文学」と呼んでいる。
アンゴラ独立後の1975年に起きた内戦は、2002年まで続いた。アンゴラの詩人・歴史家であるジョゼ・エドゥアルド・アグアルーザは、小説『過去を売る男』（2004年）で内戦終結後の混乱する社会を舞台として、顧客の過去を捏造する人物を主人公にした。また、『忘却についての一般論』（2012年）では内戦から自らを遮断して30年近く孤独に暮らす女性を描いた。

### 移民、難民

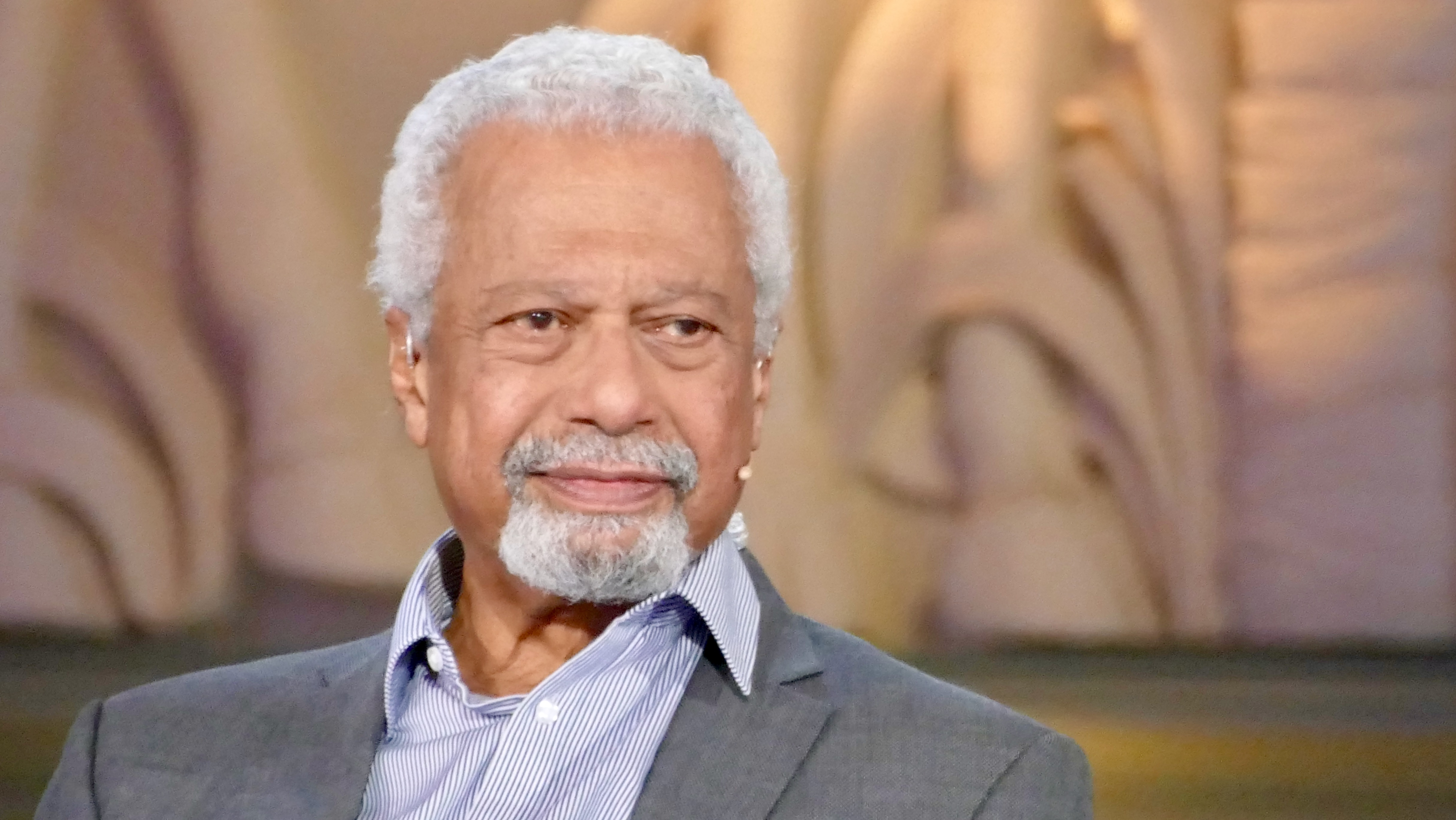
アブドゥルラザク・グルナ

政治的な事情や言論抑圧の状況を避けて亡命する作家は多い。南アフリカからはアパルトヘイトを避けてイギリス等へ亡命する者がいた。1960年代の南アフリカは、政府に批判的な作家に出国許可を与える代わりに帰国を禁じたため、亡命したのちに自ら命を絶つ作家もいた。
ギニアでは1958年以降のセク・トゥーレ政権時代に大半の作家が亡命し、ギニア出身の作家は独裁政治を告発する小説を多数発表し、その描写は写実的で悲劇的であるものが多い。ケニアのグギ・ワ・ジオンゴは、ギクユ語の戯曲『したい時に結婚するわ』（1977）をグギ・ワ・ミリエと共作して好評を呼んだ。しかしケニアの支配階級を非難したとみなされて拘禁され、のちに亡命した。1960年代以降に盛んになったフランス語マグレブ文学は、教育や政治・経済的な理由でフランスに定住した作家が中心となっている。ルワンダ内戦後はフランス等への亡命が多く、体験記が出版された。マダガスカル出身のジャーナリスト・作家のジャン・ハッツフェルドはルワンダ内戦についての証言記録を3部作として発表した。
植民地時代と独立以降では移民の扱いが法律面で異なり、作品での表現も変化した。たとえば植民地時代のフランスでは旧植民地の在留者はフランス市民だった。労働力が必要な時代だったため移動が比較的容易であり、植民地時代の作品の登場人物には勉学や旅行のために宗主国に旅をする者がいた。独立以降は移民が政治の争点となり、移民排斥を訴える政治家が出るようになった。独立以降の登場人物は不平等な扱い、留置所や手続き、不法滞在などの問題に直面する者が多い。1992年には亡命作家による国際会議も開催された（後述）。
東部アフリカでは古来よりインド系商人が活動しており、19世紀以降にインド系移民は急増した。インド人はヨーロッパ人とアフリカ人の中間層となり、ケニア、タンザニア、ウガンダ等で影響力を強めた。東部アフリカのインド人はアフリカ人よりも優遇されたが、それが原因で独立後に不利益をこうむった。インド系作家のM・G・ヴァッサンジは、インド系移民やその子孫を主人公として、前述の歴史的事件を織り込んだ小説を発表している。2021年のノーベル文学賞を受賞したアブドゥルラザク・グルナは、タンザニアから難民としてイギリスに移住した経験を持ち、難民や移民についての作品を多数発表している。

### ポストコロニアル
植民地経験を基盤とする文学をポストコロニアル文学とも呼ぶ。ポストという語が使われているが、明確に植民地の前後を区別するものではなく、地域を越えて共通する経験や経過を分析する。
言語や国を越えるアフリカ文学の共通性を明確にした最初の思想として、ネグリチュードがある。ネグリチュードは植民地主義が抑圧した文化を初めて自己主張した運動として評価されており、他方で人種的特徴としての黒人性を主張する点が問題とされた。
ポストコロニアリズムの視点から、欧米文学が描いてきたアフリカのイメージについてアフリカ作家の批評が行われている。先駆的な議論としては、チヌア・アチェベの講演「アフリカのイメージ - コンラッド『闇の奥』における人種主義」（1975年）がある。アチェベは、ジョゼフ・コンラッドの小説『闇の奥』においてアフリカ人が非人間的に描写されていると批判した。この講演はアチェベがマサチューセッツ大学英文学科で教鞭をとっていた時期に行われ、欧米作家がアフリカを描いた作品についてポストコロニアルやカルチュラル・スタディーズの観点から読まれるきっかけとなった。
フランス革命200年が記念された1989年には、ナイジェリアのボデ・ショワンデの戯曲『夢に充ち溢れるトネイド』が上演された。ギニア湾からサン・ドミンゴに奴隷として売られたマグダレーナという女性が、ハイチ革命に呼応して奴隷解放運動に参加する物語だった。
ケニアのビニャヴァンガ・ワイナイナは、雑誌『Granta』92号に「アフリカの描き方」（2005年）を発表し、アフリカに対するイメージを風刺した。そこでは飢えに苦しむアフリカ人、難民キャンプ、苦悩を話す母親、動物の保護、悲劇の主人公であるセレブなどが、売れるアフリカのコンテンツとして列挙されている。チママンダ・ンゴズィ・アディーチェは短編小説「ジャンピング・モンキー・ヒル」（2009年）で、旧宗主国の文学者がアフリカ文学や「本当のアフリカ」をステレオタイプに分析する様子を描いた。エレケ・ベーマーやアブドゥルラザク・グルナは、小説を発表しつつポストコロニアル研究を進めている。
歴史記述において権力と研究が結びつく問題は、コロニアル・ライブラリーとも呼ばれて批判されている。カメルーンは、フランス植民地の中では唯一武力によって独立運動が弾圧されたが、独立後の政権はフランスに協力的で弾圧の事実に触れなかった。このためカメルーンの作家たちは物語の中に弾圧を書き込んだ。
アフリカ人のイメージは、植民地化以前から旅行記や地誌などの文献によって作られてきた。イスラーム王朝では9世紀頃からアフリカ人が奴隷にされてアフリカの他にアンダルス、アラビア半島、メソポタミアへと運ばれた。アフリカ人奴隷の増加にともない、アラビア語の文献では黒人が劣った人間として記録され、この傾向は16世紀まで続いた。こうしたアラビア語文献のアフリカ人のイメージは、ヨーロッパ人に影響を与えたともいわれている。マリのヤンボ・ウォロゲムは『暴力の義務』（1968年）で、ヨーロッパが奴隷貿易を行う前からアラブ人やアフリカの権力者による奴隷制が存在していたことを書き、議論を呼んだ。

## 出版

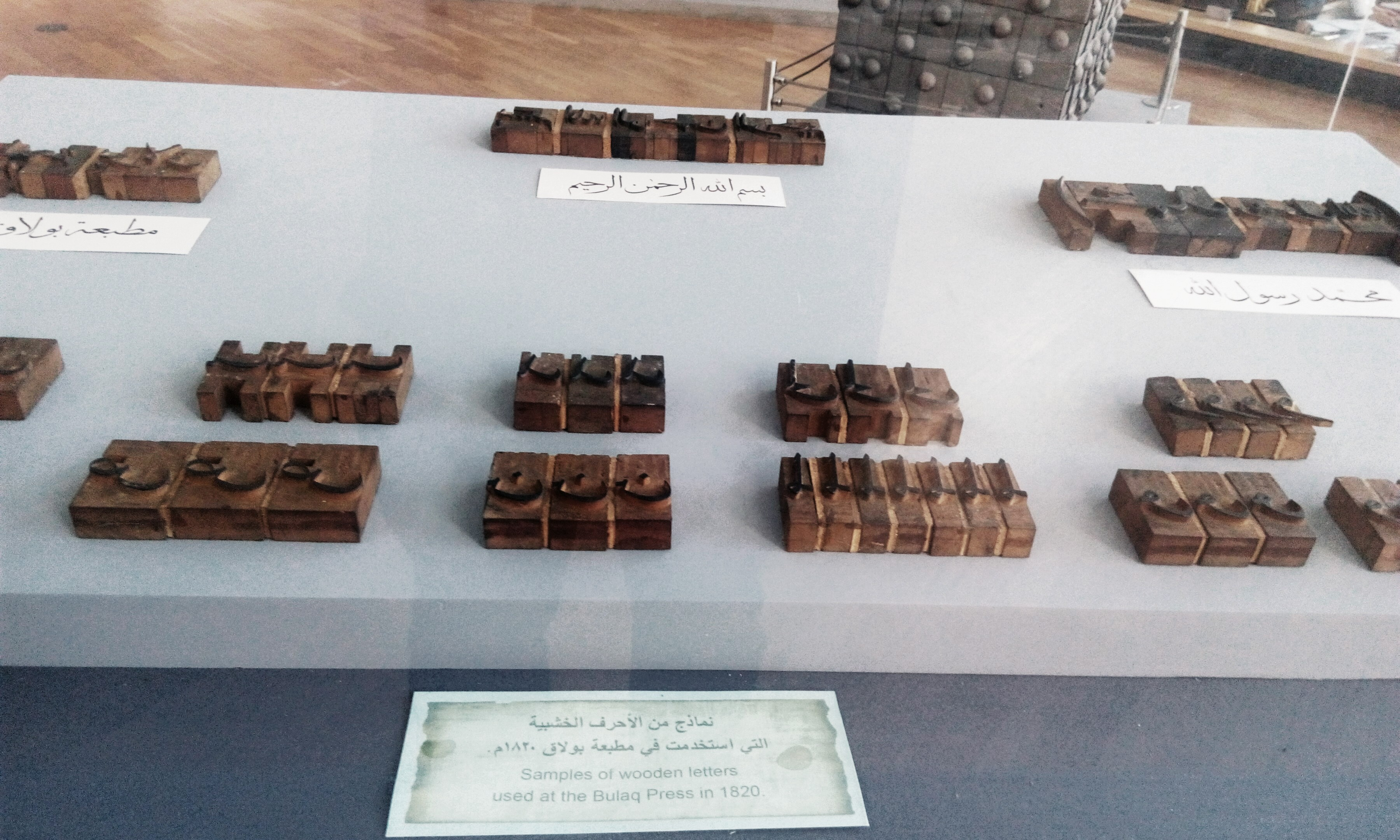
ブーラーク印刷所で使われた木製の活字

ヨーロッパの活版印刷はアフリカでも知られていたが、アラビア語圏を中心として写本文化が根強かったために導入されなかった。印刷機の使用が始まったのは、1821年のエジプトのブーラーク印刷所で、当初はアラビア語・トルコ語・ペルシア語の書籍や雑誌が出版された。印刷・出版物による流通は、アル＝ナフダと呼ばれるアラビア語圏の文芸復興運動に影響を与え、他の地域からエジプトに移って文芸誌や新聞を刊行する作家や知識人も増えた。
南アフリカ共和国やナイジェリアのような、出版産業が成立して文学市場が存在する一部の国を除けば、アフリカ諸国では自国内での文学の出版が少ない。特に内陸の国や経済基盤の小さな国での出版事情は厳しい。

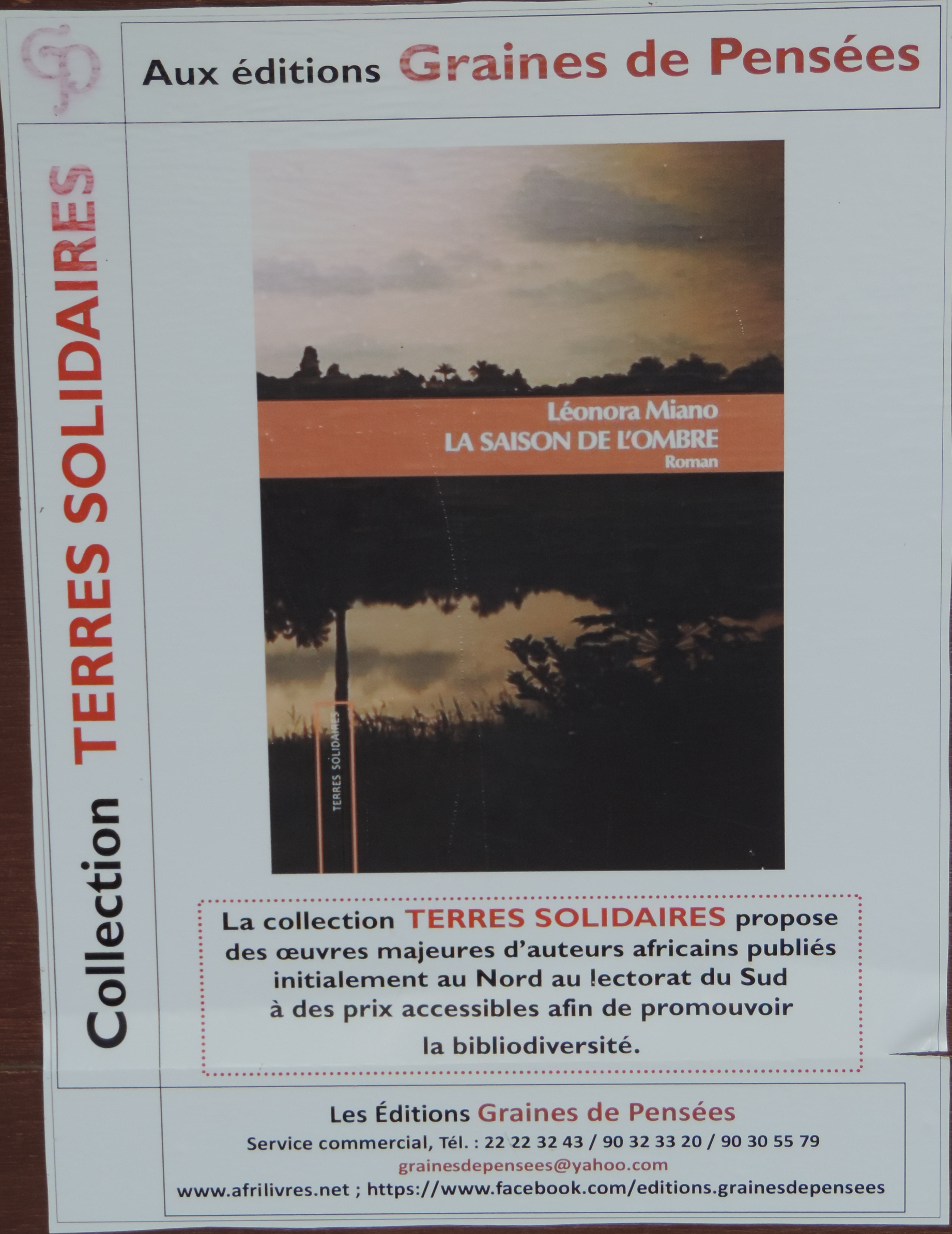
アフリカの出版社の広告。欧米で出版された作品をアフリカで再販するという宣伝を掲載している。

ヨーロッパ諸語で書かれた作品はパリやロンドンやニューヨークの出版社から出版され、欧米の読者を主な市場としている。こうした作品が、「西洋一般読者のためにフォーマット化された作品」と呼ばれる場合もある。アラビア語の作品は、レバノンのベイルートで出版されれば国際的に流通するが、国内で出版された作品は他国で入手しにくい。使っている言語によって作品を囲い込む動きもあり、フランス語圏におけるフランコフォニー文学、英語圏におけるコモンウェルス文学などがある。また、検閲を避ける手段としても他国で出版が行われた。アパルトヘイト時代の南アフリカの英語作家はロンドンで出版した。サーダウィーは1970年代にエジプトで検閲されるようになったためベイルートで出版した。
翻訳では、英語やフランス語で発表されたアフリカ人作家の作品がアフリカの諸言語に翻訳される場合や、その逆もある。それまで国内の評価に限られていたが、翻訳によって国際的に知られるようになった作家もいる。話者の少ない言語では、作者が翻訳も兼ねる場合がある。ズールー語を母語とするマジシ・クネーネは、自作の詩や劇を自ら英語に翻訳している。
出版社があっても法律が障害になる場合がある。南アフリカのミリアム・トラーディは『二つの世界のはざま』を1969年に書いたが、アパルトヘイト下の南アフリカの法律では女性に所有権、財産権、売買契約の権利などがなかったため出版契約ができなかった。トラーディは特例として契約ができたが、検閲で原稿は大幅に削除された。

### 出版社
アフリカ人が主導した初の出版社は、アリウン・ジョップが中心となって1949年に設立したプレザンス・アフリケーヌ社（PA社）だった。同社はジョップが1947年に創刊した雑誌『プレザンス・アフリケーヌ』が発展したものだった。『プレザンス・アフリケーヌ』は2018年時点までに194号が発行され、アフリカ・カリブ出身の詩人や作家にとって重要な発表の場となった。言語はフランス語の他に英語、ポルトガル語、スペイン語の文章も掲載された。PA社は雑誌の他に文芸や政治に関する書籍を出版し、黒人交流のための国際会議を主催した。
英語圏では、1960年にイギリスのハイネマン社が『ハイネマン・アフリカンライターズシリーズ』を始めてアフリカの作家や政治家の作品が紹介され、1960年代からアフリカ文学研究書が出版されるようになった。しかし、これらの研究書では女性作家は扱われない傾向にあった。ハイネマン社のシリーズは刊行から6年後の26冊目に初めて女性作家の作品を選び、1983年には256冊目にして初の女性作家の作品集を出版し、24人の作家を掲載した。フランス語圏ではプレザンス・アフリケーヌの他に、アティエ社の『黒人世界』叢書、アクト・スユッド社の『アフリカ組曲』叢書などがあり、2000年に創刊されたガリマール社の『黒い大陸』叢書が最も有名とされる。ヨーロッパには、アフリカ人作家の作品をアフリカで再販する出版社もある。たとえばグギ・ワ・ジオンゴのウォロフ語作品は、英語系の出版社がアフリカで出版している。
アフリカ各地で独立が相次ぐと、各国で出版社が設立された。ナイジェリアでは1971年にチヌア・アチェベによって文芸誌の季刊『オキケ（Okike, 「創造」を意味する）』が創刊された。セネガルでは初代大統領になったサンゴールの主導で1972年に新アフリカ出版社（NEA）が設立され、NEA解散後はコートジボワール政府が事業を引き継ぎ、民営化をへて新コートジボワール出版社（NEI）となった。1980年に独立したジンバブエは建国当初から出版に力を入れ、ジンバブエ出版社からショナ語やンデベレ語の本が出版された。1982年のアフリカ人作家協会（AWA）によってアフリカ人主導の出版社の設立が決定され、ユネスコやNGOの援助を受けてスコッタヴィル出版社が創立された。2002年には49カ国の70出版社によって独立出版社同盟が設立され、アフリカの読者が本を購入しやすくなることと、現地の出版社の支援を目的に活動している。
文筆活動を制限されている人々のための雑誌として『インデックス・オン・センサーシップ』（1972年創刊）があり、アフリカの作家も参加している。1988年5月の100号記念特集では、ウォーレ・ショインカら10人のアフリカ作家が発言を寄せ、宗教的熱狂が人権にもたらす危機、アパルトヘイトの悲劇、文学と政治の関係、作家の獄中詩などが掲載された。

### 装丁
アフリカ作品の表紙は、アフリカ的なイメージが紋切り型に使われていると批判される場合がある。フランス語の新聞『クーリエ・アンテルナショナル』が2014年に掲載した「アフリカ文学 - あまりに紋切り型な表紙の数々」という記事では、サヴァンナにあるアカシアの木、サヴァンナに沈む夕日、ヴェールをかぶった女性などがしばしば使われると指摘している。チママンダ・ンゴズィ・アディーチェの『半分のぼった黄色い太陽』は、アメリカで出版された時の表紙はアカシアの木が使われ、フランスで出版された表紙はより中立的に太陽が使われた。コンゴ共和国のアラン・マバンクの小説『ウェルキンゲトリクスのニグロの孫たち』（2002年）は1990年代のコンゴとブラザヴィルの内戦の物語だが、表紙には投げ槍をもつマサイ人が描かれていた。こうした表紙が作られる原因は、特にアメリカの一般読者が期待しそうなものを使ってしまう出版業界の怠慢とする意見もある。

## 文学賞、イベント

### 文学賞
黒人として初のゴンクール賞受賞者は、『バトゥアラ』（1921年）の著者ルネ・マランだった。女性作家として初の国際的な文学賞受賞は、マリアマ・バーの野間アフリカ出版賞（1980年）であり、バーの影響でフランス語圏のアフリカ女性作家が読まれるようになったともいわれる。
アジア・アフリカ作家会議は機関紙『ロータス』を発行し、アジア・アフリカのノーベル賞とも呼ばれた「ロータス賞」を運営した。アフリカ人作家を対象とした文学賞として、フランス語圏では1961年創設のブラック・アフリカ文学大賞、英語圏では2000年創設の英語短編小説のケイン賞などがある。ケイン賞の候補作は、作家が自作をエントリーした中から選ばれる。最終候補作のアンソロジーの出版はアフリカ8カ国の出版社に委託されており、生産や利益がアフリカ中心となるように配慮されている。
アフリカ文学に関連するノーベル文学賞受賞者は、ウォーレ・ショインカ（1986年）、ナギーブ・マフフーズ（1988年）、ナディン・ゴーディマー （1991年）、J・M・クッツェー（2003年）、ドリス・レッシング（2007年）、アブドゥルラザク・グルナ（2021年）の6名となっている（2021年現在）。ショインカが受賞する前に、ノーベル文学賞選考委員のペール・ヴェストバリは雑誌『ウェスト・アフリカ』において「ヨーロッパの審美的基準からすれば、アフリカには取るに足る作品は一つもない」と発言して論議を呼び、ヴェストバリは同誌で謝罪した。

### イベント

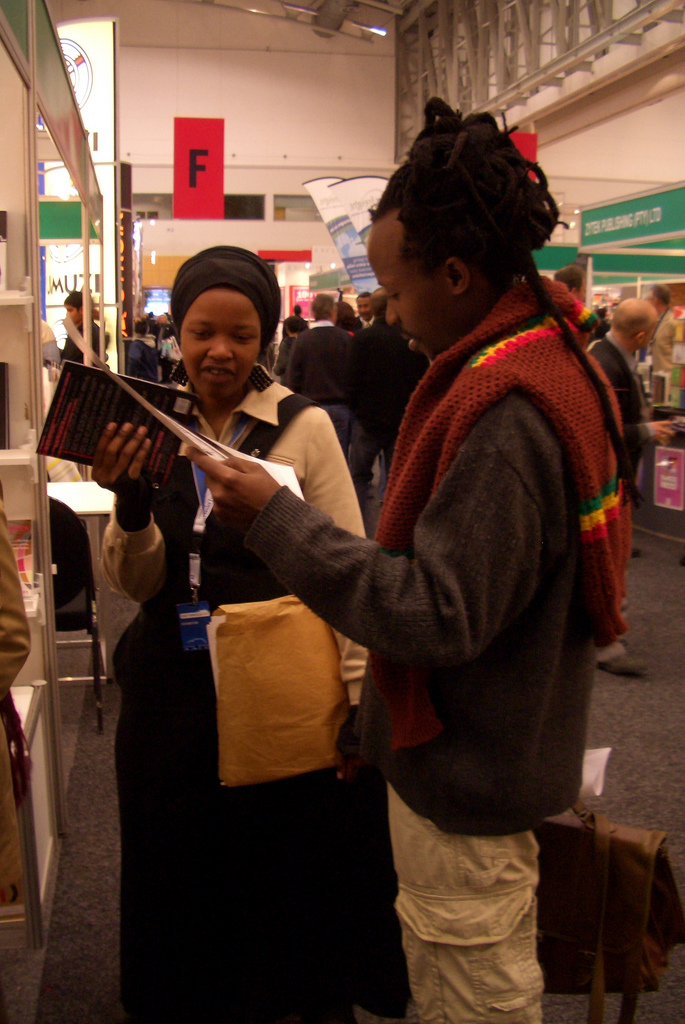
ケープタウンのブックフェア

1956年のパリで第1回黒人作家芸術家会議が開催され、言語を越えて黒人作家たちが集まった。主催は『プレザンス・アフリケーヌ』、主催者はマダガスカルのジャック・ラベマナンザーラで、反植民地主義と反人種主義を掲げたバンドン会議を受けて黒人文学者たちが企画した。参加者はアフリカ、ヨーロッパ、アメリカ合衆国、カリブを中心とする27名で、3日間行われた。しかし、アメリカ合衆国と他の地域の間で植民地化についての理解の違いが明らかになった。アメリカの代表団はアメリカ国内の人種主義に限定して論じたが、アフリカ各地では植民地解放闘争が進行中であり、アフリカ側にとっては距離感があった。また、冷戦の影響でアメリカの対外政策が反共だった時期にあたり、アメリカとその他の地域の参加者で意見の違いが大きかった。
1958年にはアジア・アフリカ作家会議、1962年にはウガンダのマケレレ大学で「英語表現アフリカ作家会議」、1963年には「フランス語表現のアフリカ人作家会議」が開催された。1969年に始まったカイロ国際ブックフェアは、アラブ圏最大のブックフェアとなっている。ジンバブエでは建国から3年後の1983年からジンバブエ国際ブックフェアを開催している。
ロンドンは留学、移民、難民などの背景でアフリカ、カリブ、アメリカ出身の作家が集まる都市でもあり、1982年にはラディカル・ブラック及び第3世界のブックフェアが開催された。1992年にはロンドンでアフリカ人亡命作家会議が開催され、亡命や難民生活をしている作家が集まった。それぞれが持つホームシックや孤独、不安、貧困、民主化闘争などの経験を共有し、議論が行われた。1960年代から国外で暮らし、特に亡命生活が長いルイス・ンコシ、デニス・ブルータス、ロレタ・ンゴボらが会議を主導した。
近年ではネットワークや文学祭の開催が活発になっている。文学ネットワークのクワニ・トラストはナイロビの作家や編集者たちによって2003年に設立され、文芸ジャーナル『クワニ？』を発行し、2006年から2年周期で「クワニ？文芸フェスト」を開催してアフリカ諸国から参加者を集めている。2007年にはケニアのナイロビで「ストーリーモジャ・フェスティバル（Storymoja Festival）」、2011年に南アフリカのケープタウンで「オープン・ブック・フェスティバル」、2013年にナイジェリアのアベオクタで「アケ・フェスティバル」が始まり、それぞれ毎年開催されている。文学祭は作家のアピールや、出版物の販路開拓の役割も果たしている。

## 主な作家（五十音順）
D・E・ヘルデック編『アフリカ人作家』（1973年）では、18世紀以前から1972年までのアフリカ人作家として580人を掲載し、詩人、小説家、劇作家の順に多い。S・ギカンディ編『ルートリッジ版アフリカ文学百科事典』（2006年）は600人、R・マラン編『アフリカ人作家 A~Z』（2009年）は英語作家限定で215人を掲載している。
- 以下の一覧は、土屋 (1994)、大池 (1999)、加藤, 北島, 山本編 (2000)、宮本 (2014)、マバンク (2022) を主に参照して作成。

- アマ・アタ・アイドゥ（ガーナ。劇作家、詩人） - 『Anowa』（1970年）
- ジョゼ・エドゥアルド・アグアルーザ（アンゴラ） - 『過去を売る男（ポルトガル語版）』（2004年）
- チヌア・アチェベ（ナイジェリア。小説家、詩人） - 『崩れゆく絆（英語版）』（1958年）
- チママンダ・ンゴズィ・アディーチェ（ナイジェリア。小説家） - 『半分のぼった黄色い太陽（英語版）』（2007年）
- アイ・クウェイ・アーマー（英語版）（ガーナ。小説家） - 『美しき者いまだ生まれず（英語版）』（1968年）
- エレチ・アマディ（英語版）（ナイジェリア。小説家） - 『The Concubine』（1966年）
- ジョゼ・ルアンディーノ・ヴィエイラ（アンゴラ。小説家） - 『ルーアンダ（ポルトガル語版）』（1963年）
- デヴ・ヴィラソーミ（モーリシャス。劇作家、詩人） - 『やつ』（1972年）
- ヤンボ・ウォロゲム（フランス語版）（マリ。小説家） - 『暴力の義務（フランス語版）』（1968年）
- ピーター・エイブラハムズ（南アフリカ。小説家） - 『坑夫（英語版）』（1946年）
- ブチ・エメチェタ（英語版）（ナイジェリア。小説家） - 『母であることの喜び（英語版）』（1979年）
- ベン・オクリ（ナイジェリア。小説家、詩人） -  『満たされぬ道（英語版）』（1991年）
- チゴズィエ・オビオマ（英語版）（ナイジェリア） -  『小さきものたちのオーケストラ（英語版）』（2019年）
- シェイ・アミドゥ・カヌ（フランス語版）（セネガル。小説家） - 『曖昧な冒険（フランス語版）』（1961年）
- アレックス・ラ・グーマ（英語版）（南アフリカ。小説家） - 『夜の徘徊』（1962年）
- J・M・クッツェー（南アフリカ。小説家） - 『恥辱』（1999年）
- マジシ・クネーネ（英語版）（南アフリカ。詩人） - 『Emperor Shaka the Great』（1979年）
- アブドゥルラザク・グルナ（タンザニア。小説家） - 『パラダイス（英語版）』（1994年）
- アマドゥ・クルマ（コートジボワール。小説家） - 『アラーの神にもいわれはない（フランス語版）』（2000年）
- ユーフレイズ・ケジラハビ（タンザニア。小説家）
- ミア・コウト（モザンビーク。小説家） -『夢遊の大地（ポルトガル語版）』（1992）
- ウングラニ・バ・カ・コーサ（モザンビーク。小説家） - 『ウアララピ（英語版）』（1987年）
- ナディン・ゴーディマー（南アフリカ。小説家） - 『バーガーの娘（英語版）』（1979年）
- イブラヒーム・アル・コーニー（リビア。小説家） - 『ティブル（アラビア語版）』（1992年）
- ナワル・エル・サーダウィー（エジプト。小説家） - 『0度の女（英語版）』（1983年）
- ケン・サロ＝ウィワ （ナイジェリア。小説家） - 『ソザボーイ（英語版）』（1985年）
- レオポール・セダール・サンゴール（セネガル。詩人） - 『影の歌』（1945年）
- アシア・ジェバール（アルジェリア。小説家） - 『メディナから遠く離れて（フランス語版）』（1991年）
- ターハル・ベン・ジェルーン（モロッコ。小説家、詩人） - 『聖なる夜（フランス語版）』（1987年）
- マーム＝ユヌス・ジェン（ウォロフ語版）（セネガル。小説家） - 『アーウォ・ビ』（1992年）
- グギ・ワ・ジオンゴ（ケニア。小説家、劇作家） - 『一粒の麦（英語版）』（1967年）、『したい時に結婚するわ（英語版）』（1977年）
- オリーブ・シュライナー（英語版）（南アフリカ。小説家） - 『アフリカ農場物語（英語版）』（1883年）
- ウォーレ・ショインカ（ナイジェリア。劇作家、詩人） - 『死と王の先導者』（1959年）
- レイラ・スリマニ（モロッコ。小説家） - 『ヌヌ（フランス語版）』（2016年）
- センベーヌ・ウスマン[注釈 112]（セネガル。小説家）- 『神の森の木々（英語版）』（1960年）
- ベルナテッド・ダオ（フランス語版）（ブルキナファソ。小説家）
- ヴェロニク・タジョー（フランス語版）（コートジボワール。詩人） - 『イマーナの影』（2000年）
- ツィツィ・ダンガレムバ（英語版）（ジンバブエ。小説家） - 『Nervous Conditions』（1988年）
- エイモス・チュツオーラ（ナイジェリア。小説家） - 『やし酒飲み（英語版）』（1952年）
- ダヴィド・ディオップ（フランス語版）（セネガル。小説家） - 『夜、すべての血は黒い（フランス語版）』（2018年）
- ムハンマド・ディブ（アルジェリア。小説家） - 『大きな家（フランス語版）』（1952年）
- ミリアム・トラーディ（英語版）（南アフリカ。小説家） - 『二つの世界のはざま』（1975年）
- アーサー・ノーキ（英語版）（南アフリカ。詩人）
- マリアマ・バー（フランス語版）（セネガル。小説家） - 『かくも長き手紙（フランス語版）』（1979年）
- オコト・ビテック（ウガンダ。詩人） - 『ラウィノの歌（英語版）』（1966年）
- ヌルディン・ファラー（ソマリア。小説家） -『むきだしの針（英語版）』（1976年）
- ムールード・フェラウン（アルジェリア。小説家） - 『貧者の息子』（1950年）
- アソル・フガード（南アフリカ。劇作家） - 『ツォツィ（英語版）』（1980年）
- ソル・プラーキ（英語版）（南アフリカ。小説家、ジャーナリスト） - 『ムーディ（英語版）』（1930年）
- アンドレ・ブリンク（英語版）（南アフリカ。小説家） - 『白く渇いた季節（英語版）』（1979年）
- デニス・ブルータス（英語版）（南アフリカ。詩人） - 『A Simple Lust』（1973年）
- アラン・ペイトン（南アフリカ。小説家） - 『叫べ、愛する国よ（英語版）』（1948年）
- ベッシー・ヘッド（ボツワナ。小説家） - 『マル（英語版）（1971年）、『宝を集める人』（1977年）
- モンゴ・ベティ（フランス語版）（カメルーン） - 『ボンバの哀れなキリスト（英語版）（1956年）
- ペペテラ（アンゴラ） - 『マヨンベ』（1980年）
- イヴォンヌ・ベラ（英語版）（ジンバブエ。小説家） - 『Butterfly Burning』（1998年）
- ルイス・ベルナルド・ホンワナ（モザンビーク。小説家） - 『僕たちは皮膚病にかかった犬を殺した（英語版）』（1964年）
- アラン・マバンク（フランス語版）（コンゴ共和国。小説家） - 『ヤマアラシの回想（フランス語版）』（2006年）
- ジャック・マパンジェ（英語版）（マラウィ。詩人） - 『カメレオンと神々（英語版）』（1981年）
- ナギーブ・マフフーズ（エジプト。小説家） - 『カイロ三部作（英語版）』（1956年-1957年）
- ムールード・マムリ（アルジェリア。作家、人類学者、言語学者） - 『阿片と鞭』（1965年）
- ダンブズオ・マレチェラ（英語版）（ジンバブエ。小説家） - 『飢えの家（英語版）』（1978年）
- スコラスティック・ムカソンガ（ルワンダ。小説家） - 『ナイルの聖母（フランス語版）』（2012年）
- アルベール・メンミ（アルジェリア。小説家）-『塩の柱』（1953年）
- サイド・アフメド・モハメド（ドイツ語版）（タンザニア。小説家）
- トーマス・モフォロ（英語版）（レソト。小説家） - チャカ（英語版）（1931年）
- カテブ・ヤシーン（アルジェリア。詩人、小説家、劇作家） - 『ネジュマ（フランス語版）』（1956年）
- カマラ・ライエ（フランス語版）（ギニア。小説家） - 『アフリカの子（フランス語版）』（1953年）
- ジャン＝カシミール・ラベアリヴェル（英語版）（マダガスカル。詩人）
- ジャック・ラベマナンザーラ（英語版）（マダガスカル。詩人）
- ドリス・レッシング（ジンバブエ。小説家） - 『草は歌っている（英語版）』（1950年）
- ルイス・ンコシ（南アフリカ。小説家） - 『地下生活者たち』（1993年）
- フローラ・ンパワ（英語版）（ナイジェリア。小説家） - 『Efuru』（1966年）